# Joe Biden
Joseph Robinette Biden Jr. (Scranton, 20 de novembro de 1942), é um advogado e político norte-americano que serviu como o 46.º presidente dos Estados Unidos de janeiro de 2021 a janeiro de 2025. Filiado ao Partido Democrata, também foi o 47.º vice-presidente de 2009 a 2017, durante o governo Obama. Entre 1973 e 2009, exerceu seis mandatos consecutivos como senador pelo Delaware, período em que presidiu importantes comitês do Senado.
Natural da Pensilvânia, Biden e sua família se mudaram para o Delaware em 1953. Concluiu o bacharelado pela Universidade de Delaware em 1965, obtendo sua licenciatura em Direito pela Universidade de Syracuse em 1968. Sua carreira política iniciou como membro do Conselho do Condado de New Castle em 1970. Em 1972, sua eleição para o Senado, aos 29 anos de idade, o converteu em um dos senadores mais jovens da história do país. No Senado, integrou por muitos anos e presidiu o Comitê de Relações Exteriores. Em 1991, se opôs à Guerra do Golfo, mas defendeu a intervenção dos Estados Unidos e da OTAN na Guerra da Bósnia. Votou a favor da resolução que autorizou a Guerra do Iraque em 2002, mas se opôs ao aumento de tropas norte-americanas em 2007. Também atuou como presidente do Comitê Judiciário, lidando com questões relacionadas a políticas de drogas, prevenção ao crime, liberdades civis e as polêmicas nomeações de Robert Bork e Clarence Thomas para a Suprema Corte. Liderou os esforços para aprovar legislações contra crimes violentos e a violência contras as mulheres.
Biden concorreu sem sucesso às nomeações de seu partido para as eleições presidenciais de 1988 e 2008. Foi escolhido como o candidato a vice-presidente pelo senador Barack Obama em 2008. Com a vitória da chapa, supervisionou os gastos em infraestrutura destinados a conter a Grande Recessão e ajudou a formular a política norte-americana em relação ao Iraque até a retirada das tropas naquele país, em 2011. Sua capacidade de negociar com os republicanos do Congresso ajudou o governo a aprovar importantes legislações. Obama-Biden foram reeleitos em 2012, derrotando Mitt Romney e Paul Ryan. Foi agraciado com a Medalha Presidencial da Liberdade por Obama em 2017. Em abril de 2019, anunciou sua candidatura à nomeação democrata para a eleição presidencial de 2020. Após garantir a nomeação, escolheu a senadora Kamala Harris como vice. Ao derrotar o presidente Donald Trump em novembro, alcançou o maior número de votos populares registrados e se converteu no presidente mais idoso da história dos Estados Unidos.
Na presidência, Biden sancionou o Plano Americano de Resgate Econômico de 2021, a fim de combater a pandemia de COVID-19 e a recessão causada por esta, assim como projetos bipartidários voltados a fortalecer a infraestrutura e a revitalizar a indústria manufatureira. Para a Suprema Corte, nomeou Ketanji Brown Jackson, a primeira mulher negra a assumir o cargo. Também reverteu várias políticas do governo Trump, especialmente na área ambiental, acabou com a proibição de pessoas transgênero servirem nas Forças Armadas, aumentou a proteção empregatícia para trabalhadores federais e reafirmou a proteção aos chamados dreamers. Na política externa, supervisionou a retirada total das tropas do Afeganistão, a qual ocasionou o colapso do governo afegão e à tomada de controle pelos talibãs. Reagiu à invasão russa da Ucrânia impondo sanções à Rússia e autorizando a ajuda civil e militar à Ucrânia. Durante a guerra entre Israel e o Hamas, apoiou militarmente Israel e enviou ajuda humanitária à Faixa de Gaza. Biden venceu as primárias democratas para a eleição de 2024, mas desistiu de sua candidatura após um mau desempenho no primeiro debate com Trump, o qual gerou preocupações generalizadas sobre sua idade e aptidão ao cargo; Biden endossou Harris como sua substituta na eleição, mas ela perdeu o pleito. Biden deixou o cargo de presidente com baixos índices de popularidade, puxados principalmente por uma visão negativa do eleitorado com sua gestão econômica. Entre acadêmicos e historiadores, a presidência de Biden é classificada como acima da média.

## Juventude
Biden nasceu em 20 de novembro de 1942 no Hospital St. Mary, em Scranton, Pensilvânia, sendo filho de Catherine Eugenia Biden (née Finnegan; 1917-2010) e Joseph Robinette Biden Sr (1915-2002). Primogênito de quatro irmãos de uma família católica, possui uma irmã e dois irmãos. Sua mãe era descendente de irlandeses, com raízes atribuídas variadamente ao Condado de Louth ou ao Condado de Derry. Seus avós paternos, Mary Elizabeth (Robinette) e Joseph H. Biden, um empresário do ramo petrolífero de Baltimore, Maryland, eram descendentes de ingleses, franceses e irlandeses. Seu tataravô paterno, William Biden, nasceu em Sussex, na Inglaterra, e imigrou para os Estados Unidos. Seu bisavô materno, Edward Francis Blewitt, integrou o Senado do Estado da Pensilvânia.
O pai de Biden tinha boa situação financeira no início da sua vida, mas sofreu várias dificuldades em seus negócios na época que seu primeiro filho nasceu, e por vários anos a família teve que viver com os avós maternos de Biden, os Finnegan. Quando a região de Scranton entrou em declínio econômico durante a década de 1950, o pai de Biden não encontrou trabalho suficiente. Em 1953, a família Biden mudou-se para um apartamento em Claymont, Delaware, onde viveram por alguns anos antes de se mudarem para uma casa em Wilmington, Delaware. Biden, Sr. conseguiu um bom emprego como vendedor de carros usados, mantendo a família na classe média.

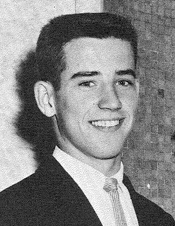
Biden enquanto estudava na Archmere Academy

Biden estudou na Archmere Academy em Claymont, onde era um halfback / wide receiver de destaque no time de futebol americano do ensino médio, ajudando a liderar um time perdedor para uma temporada invicta em seu último ano. Também jogou no time de beisebol. Durante esses anos, participou de um protesto sentado anti-segregação em um teatro de Wilmington. Academicamente, era um estudante acima da média, considerado um líder natural entre os alunos e foi eleito representante de classe em seus anos júnior e sênior. Graduou-se em 1961.
Em 1965, Biden concluiu seu bacharelado pela Universidade de Delaware, com um double major em história e ciência política, ficando na posição 506 entre os 688 graduandos. Seus colegas de classe ficaram impressionados com suas habilidades de aprendizado rápido. Em 1964, durante as férias de primavera nas Bahamas, conheceu e começou a namorar com Neilia Hunter, que era de Skaneateles, Nova Iorque, e estudava na Universidade de Syracuse. Biden disse a ela que pretendia se tornar senador aos 30 anos de idade e, em seguida, presidente. Desistiu do plano de jogar para o time de futebol da faculdade, permitindo-lhe passar mais tempo fora do estado visitando Neilia.
Biden ingressou na Faculdade de Direito da Universidade de Syracuse, recebendo metade de uma bolsa de estudos com base em suas necessidades financeiras, com assistência adicional por conta de seus estudos acadêmicos. De acordo com sua própria descrição, achava que a faculdade de direito era "o buraco mais chato do mundo" e deixou de dormir por várias noites para cumprir com suas obrigações acadêmicas. Durante seu primeiro ano, foi acusado de plagiar cinco das 15 páginas de um artigo jurídico de revisão. Afirmou que foi um equívoco inadvertido ocorrido por não conhecer as regras adequadas de citação, e foi autorizado a retomar o curso depois de receber uma nota "F", que foi posteriormente retirada do seu registro; mais tarde, este incidente chamou atenção quando novas acusações de plágio surgiram em 1987. Concluiu seu Juris Doctor em 1968, graduando-se na posição 76 de 85 formandos de sua classe. Foi admitido na ordem dos advogados de Delaware em 1969.
O auge da Guerra do Vietnã ocorreu enquanto Biden estudava, e como estudante foi dispensado de servir no Exército, sendo reclassificado em 1968 pelo Sistema de Serviços Seletivos como não disponível para servir por ter tido asma na adolescência, podendo ser convocado em caso de "emergência nacional". Não participou de nenhuma manifestação anti-guerra, dizendo mais tarde que nesta época estava preocupado com o casamento e a faculdade de direito, e "usava casacos esportivos... não tingidos".
Impressões negativas do consumo de álcool nas famílias Biden e Finnegan e na vizinhança levaram-no a se tornar um abstêmio. Sofreu gagueira em grande parte de sua infância e aos seus vinte anos, afirmando tê-la superado gastando muitas horas recitando poesia na frente de um espelho.

## Início da carreira política e família
Em 27 de agosto de 1966, enquanto Biden ainda era estudante de direito, se casou com Neilia Hunter. Eles superaram a relutância inicial de seus pais por ela se casar com um católico romano, e a cerimônia foi realizada em uma igreja católica em Skaneateles. Eles tiveram três filhos: Joseph R. "Beau" Biden III em 1969, Robert Hunter em 1970 e Naomi Christina em 1971. No âmbito profissional, Biden trabalhou seis meses durante o ano de 1968 em um escritório de advocacia em Wilmington, liderado pelo proeminente republicano local William Prickett e, como disse mais tarde, "pensava ser um republicano". Biden não gostava da política racial conservadora do governador democrata de Delaware, Charles L. Terry, e apoiou um republicano mais liberal, Russell W. Peterson, que derrotou Terry em 1968. Os republicanos locais tentaram recrutá-lo, mas resistiu devido ao seu desgosto pelo candidato presidencial republicano Richard Nixon, e se registrou como independente.

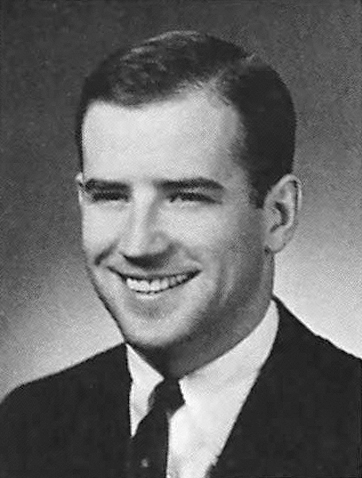
Biden em 1968

Em 1969, Biden retomou o exercício da advocacia em Wilmington, primeiro como defensor público e depois em uma empresa dirigida por Sid Balick, um democrata ativo localmente. Balick nomeou-o para o Fórum Democrata, um grupo que tentava reformar e revitalizar o Partido Democrata, e Biden filiou-se ao partido. Também começou sua própria empresa, Biden e Walsh. O direito societário, no entanto, não lhe atraía e o direito criminal não pagava bem, complementando sua renda gerenciando propriedades.
Mais tarde, em 1969, Biden candidatou-se como democrata ao Conselho do Condado de New Castle, em uma plataforma liberal que incluía apoio a moradias públicas na área suburbana. Venceu a eleição por uma sólida margem de dois mil votos em um distrito geralmente republicano e em um ano ruim para os democratas no estado. Mesmo antes de ser empossado, já estava falando sobre concorrer ao Senado dos EUA em alguns anos. Serviu no Conselho do Condado de 1970 a 1972 enquanto continuava trabalhando no direito privado. Entre as questões que abordou no conselho estava sua oposição a grandes projetos rodoviários que poderiam perturbar os bairros de Wilmington, incluindo aqueles relacionados com a Interstate 95.

### Candidatura ao Senado em 1972
A entrada de Biden na eleição para o Senado dos EUA em 1972 pelo Delaware apresentou uma circunstância única. O senador republicano J. Caleb Boggs, um político antigo, estava considerando se aposentar, o que provavelmente teria deixado o representante Pete du Pont e o prefeito de Wilmington, Harry G. Haskell Jr., em uma divisiva disputa primária. Para evitar isso, o presidente Richard Nixon ajudou a convencer Boggs a concorrer novamente com o apoio total do partido. Entre os democratas, ninguém queria concorrer contra Boggs. A campanha de Biden praticamente não tinha dinheiro e consideraram-a sem chance de vencer. Sua irmã Valerie Biden Owens gerenciou a campanha, o que repetiria futuramente, sendo também composta por outros membros da família, e confiava em uma estratégia que incluía entregar jornais com suas ideias e encontrar-se com eleitores cara a cara; o pequeno tamanho do estado e a falta de um grande mercado de mídia tornaram a abordagem viável.
Biden recebeu alguma assistência do sindicato AFL-CIO e do pesquisador democrata Patrick Caddell. Sua campanha concentrou-se em questões como a retirada do Vietnã, no meio ambiente, nos direitos civis, no transporte coletivo, na taxação mais equitativa, na assistência médica, na insatisfação do público com a política usual e na "mudança". Durante o verão, pesquisas indicavam que possuía uma desvantagem de 30%, mas seu nível de energia, sua jovem família atraente e sua capacidade de se conectar com as emoções dos eleitores deram a Biden uma vantagem sobre Boggs, que estava prestes a se aposentar. Em 7 de novembro de 1972, elegeu-se senador com 116.006 votos (50,48%); Boggs recebeu 112.844 votos (49,10%). Na mesma noite, Nixon venceu a eleição presidencial em Delaware com 59,60% dos votos e du Pont reelegeu-se representante com 62,53% dos votos. Por outro lado, os democratas também obtiveram vitórias apertadas nas eleições para governador e auditor estadual.

### Tragédia familiar
Em 18 de dezembro de 1972, algumas semanas após a eleição, a esposa de Biden e sua filha de um ano, Naomi, foram mortas em um acidente automobilístico durante as compras de Natal em Hockessin, Delaware. A caminhonete de Neilia foi atingida por um trator-reboque quando ela saiu de um cruzamento; o motorista do caminhão foi inocentado de qualquer irregularidade. Os filhos de Biden, Beau e Hunter, sobreviveram ao acidente e foram levados para o hospital em boas condições, Beau com uma perna quebrada e outras feridas, e Hunter com uma pequena fratura no crânio e outros ferimentos na cabeça. Os médicos logo disseram que ambos se recuperariam totalmente. Biden considerou renunciar para cuidar deles, mas foi persuadido a não fazê-lo pelo líder da maioria no Senado, Mike Mansfield. Após o acidente, Biden comentou que o motorista do caminhão tinha bebido álcool antes da colisão, mas essas alegações foram negadas pela família do motorista e nunca foram comprovadas pela polícia.

## Senador dos Estados Unidos

### Recuperação e nova família

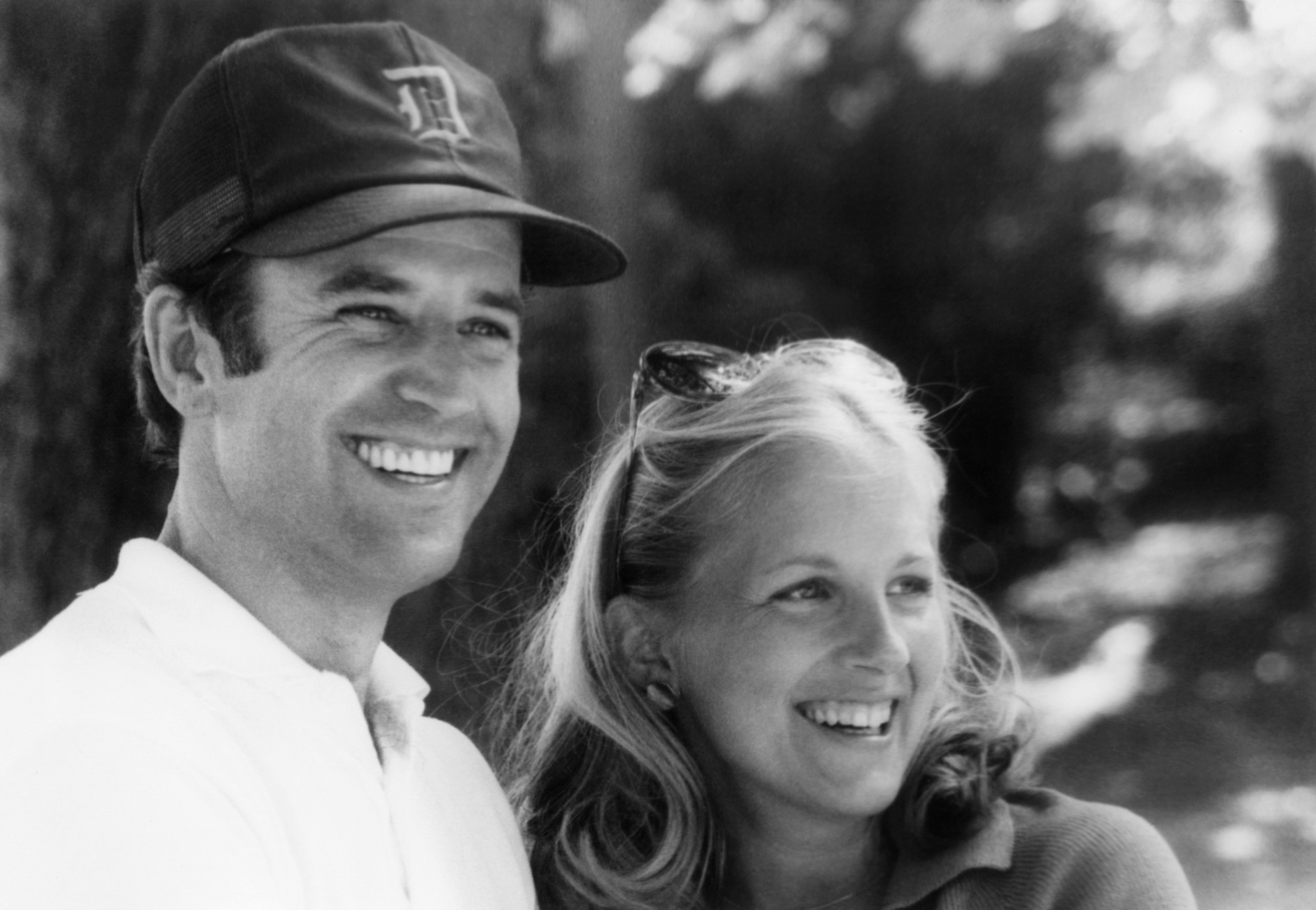
Joe e Jill Biden

Biden foi empossado em 5 de janeiro de 1973, por Francis R. Valeo, o secretário do Senado, em uma pequena capela na Divisão de Delaware do Centro Médico de Wilmington. Beau permaneceu deitado enquanto sua perna estava estendida e Hunter, que já havia recebido alta, também estava lá, assim como outros membros da família. Testemunhas e câmeras de televisão também estiveram presentes e o evento recebeu atenção nacional. Aos 30 anos, a idade mínima exigida para ocupar o cargo, tornou-se o sexto senador mais jovem na história dos EUA, e um dos apenas 18 senadores que assumiram o cargo antes de atingir os 31 anos de idade.
O acidente deixou Biden cheio de raiva e dúvidas religiosas: "Eu gostava de andar à noite quando pensava que havia uma chance melhor de encontrar uma briga... Eu não sabia que era capaz de ter tal raiva... Eu senti que Deus havia jogado um truque horrível comigo". Para estar em casa todos os dias com seus filhos pequenos, começou a pegar um trem da Amtrak, viajando 90 minutos, na ida e na volta, de sua casa dos subúrbios de Wlimington até Washington, D.C., o que continuou fazendo ao longo do mandato. No rescaldo do acidente, tinha dificuldade em se concentrar no trabalho. Em suas memórias, Biden observou que os funcionários estavam apostando em quanto tempo duraria no cargo. Pai solteiro por cinco anos, ordenou aos seus funcionários para que fosse interrompido a qualquer momento se seus filhos ligassem. Em lembrança de sua esposa e filha, não trabalha em 18 de dezembro, o aniversário do acidente.
O filho mais velho de Biden, Beau, foi procurador-geral de Delaware e juiz advogado do Exército, servindo no Iraque; seu filho mais novo, Hunter, tornou-se um advogado e lobista de Washington. Em 30 de maio de 2015, Beau morreu aos 46 anos de idade após um tratamento de dois anos contra um câncer no cérebro. No momento de sua morte, Beau era amplamente visto como o favorito para ganhar a indicação democrata a governador de Delaware em 2016.
Em 1975, Biden conheceu Jill Tracy Jacobs, que cresceu em Willow Grove, Pensilvânia, e se tornou professora em Delaware. Eles se conheceram em um encontro às cegas organizado pelo irmão de Biden, embora Biden tenha notado uma foto dela em um anúncio de um parque local em Wilmington, Delaware. Biden creditou a ela a renovação de seu interesse pela política e pela vida. Em 17 de junho de 1977, Biden e Jacobs casaram-se em uma cerimônia conduzida por um padre católico na Capela das Nações Unidas em Nova York. Jill Biden é bacharel pela Universidade de Delaware, também tendo concluído dois mestrados, um pela Universidade de West Chester e outro pela Universidade Villanova, e um doutorado em educação pela Universidade de Delaware. Eles tiveram uma filha juntos, Ashley Blazer (nascida em 1981), que se tornou assistente social e funcionária do Departamento de Serviços para Crianças, Jovens e Suas Famílias de Delaware.

### Primeiras atividades no Senado

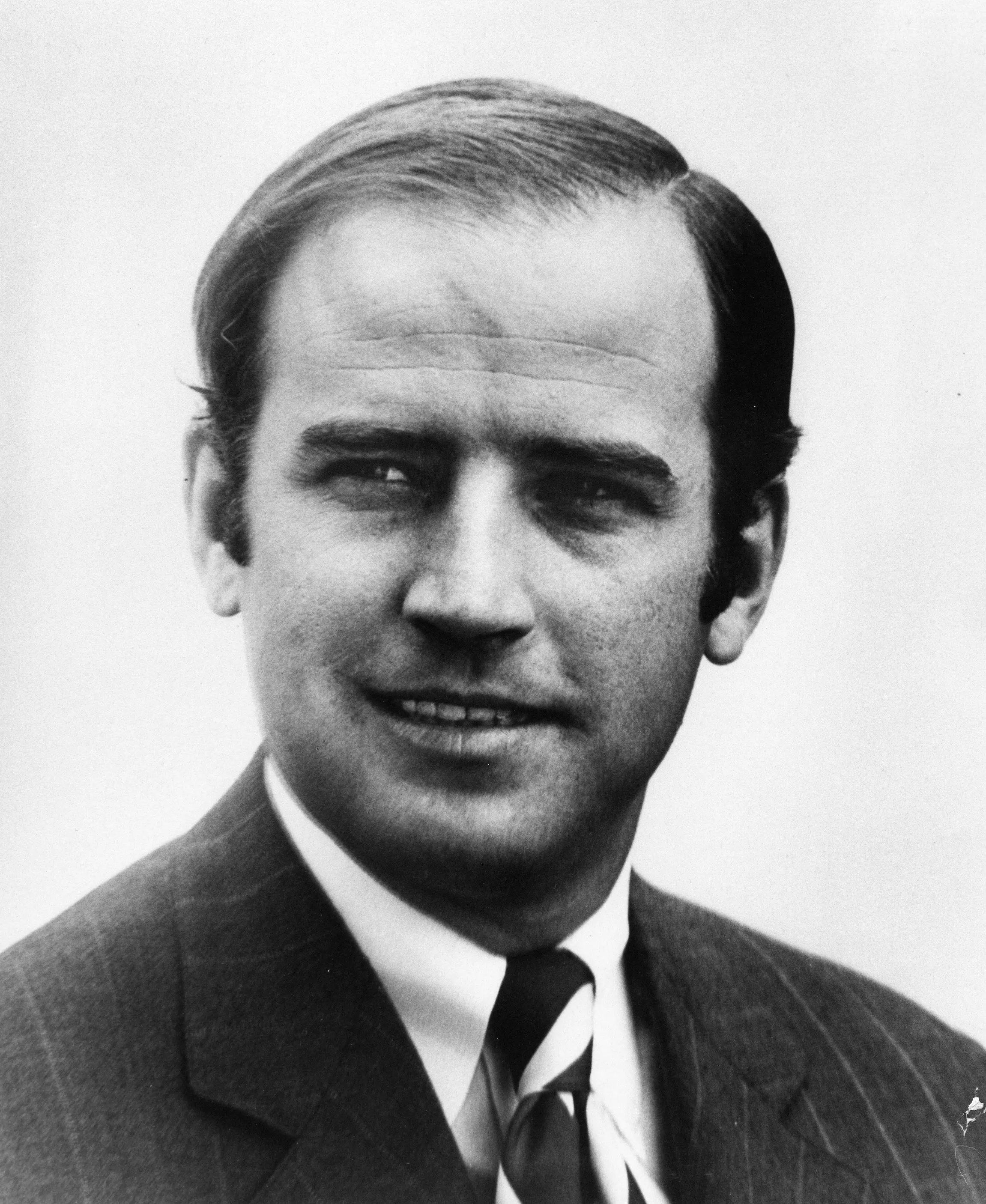
Foto oficial como senador

Durante seus primeiros anos no Senado, Biden concentrou-se em leis sobre a proteção ao consumidor e questões ambientais e pediu uma maior responsabilidade por parte do governo. Em meados de 1974, o novato senador foi nomeado uma das 200 Faces para o futuro pela revista Time, cujo perfil mencionou o que aconteceu com sua família e o caracterizou como "autoconfiante" e "compulsivamente ambicioso".
Biden tornou-se o membro mais antigo da minoria no Comitê do Senado dos Estados Unidos sobre o Judiciário em 1981. Em 1984, supervisionou a bancada democrata para garantir a aprovação da Lei Abrangente de Controle do Crime. Com o tempo, as duras disposições desta legislação tornaram-se polêmicas na esquerda e entre os proponentes da reforma da justiça criminal, e em 2019 Biden caracterizou seu papel em aprovar a legislação como um "grande erro". Biden e seus partidários o elogiaram por modificar algumas das piores disposições da legislação, e foi o seu feito como senador mais importante naquele momento. Naquele ano, considerou pela primeira vez concorrer à presidência depois de ganhar notoriedade por fazer discursos para plateias que simultaneamente repreendiam e encorajavam os democratas.
Em 1974, Biden foi um dos principais opositores no Senado da dessegregação dos ônibus, uma prática na época frequentemente ordenada pela justiça para as escolas segregadas. Biden justificou sua posição afirmando que apoiava o objetivo de dessegregar as escolas, mas não os ônibus, uma ideia que seus eleitores se opuseram ferozmente. Três anos depois, o plano ordenado pelo judiciário federal para desagregar os ônibus de Wilmington gerou muita agitação e, ao tentar legislar uma solução de compromisso, Biden se viu alienando eleitores brancos e negros por um tempo.
Em relação à política externa, durante sua primeira década no Senado concentrou-se em questões ligadas ao controle de armas. Em resposta à recusa do Congresso norte-americano em ratificar o Tratado SALT II, assinado em 1979 pelo líder soviético Leonid Brezhnev e pelo presidente Jimmy Carter, tomou a iniciativa de se encontrar com o ministro das Relações Exteriores da União Soviética, Andrei Gromiko, informando-o sobre preocupações e interesses dos norte-americanos e garantiu várias mudanças para tratar das objeções de senadores integrantes do Comitê de Relações Exteriores. Quando o governo Reagan quis interpretar vagamente o Tratado de SALT I de 1972, a fim de permitir que a Iniciativa Estratégica de Defesa prosseguisse, Biden defendeu a adesão estrita aos termos do tratado. Entrou em choque novamente com o governo Reagan em 1986 devido a política de sanções contra a África do Sul; Biden recebeu atenção considerável quando se insurgiu contra o secretário de Estado, George P. Shultz, em uma audiência do Senado por conta do apoio do governo àquele país, que continuou a praticar o sistema do apartheid.

### Campanha presidencial de 1988

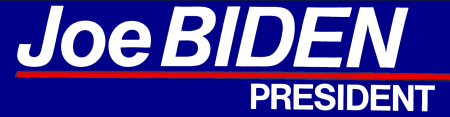
Logo da campanha de Biden à presidência em 1988

Biden concorreu à nomeação democrata para a eleição presidencial de 1988, declarando formalmente sua candidatura na estação de trem de Wilmington em 9 de junho de 1987. Se eleito, seria o presidente mais jovem desde John F. Kennedy. Quando a campanha começou, foi considerado um candidato potencialmente forte por conta de sua imagem moderada, seu apelo aos Baby Boomers, sua posição de destaque como presidente do Comitê Judiciário nas audiências de confirmação de Bork, e sua capacidade para arrecadar fundos. No primeiro trimestre de 1987, arrecadou 1,7 milhão dólares, mais do que qualquer outro candidato.
Em agosto de 1987, a campanha de Biden, cuja mensagem foi confusa devido à rivalidades na equipe, tinha começado a ficar para trás das campanhas de Michael Dukakis e Dick Gephardt, embora ainda tivesse levantado mais fundos do que todos os candidatos com exceção de Dukakis e estava vendo uma recuperação nas pesquisas de Iowa. Em setembro de 1987, a campanha passou por problemas quando Biden foi acusado de plagiar um discurso que havia sido feito no início daquele ano por Neil Kinnock, o líder do Partido Trabalhista Britânico. De fato, citou Kinnock como a fonte para para a formulação de discursos em ocasiões anteriores, mas não fez nenhuma referência à fonte original nos discursos questionados. Além disso, enquanto os discursos políticos muitas vezes se apropriam de ideias e linguagem uns dos outros, o discurso de Biden ficou sob mais escrutínio pois inventou aspectos do passado de sua própria família para combinar com os de Kinnock. Logo foi descoberto que no passado recente também havia tirado passagens de discursos de Robert F. Kennedy e Hubert Humphrey.

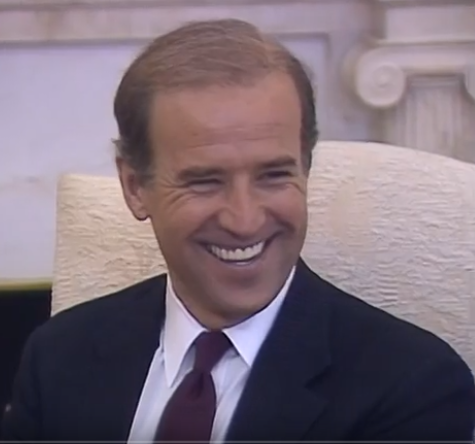
Biden em novembro de 1987

Alguns dias depois, o incidente de plágio na faculdade de direito veio à tona, e um vídeo em que falava afirmações falsas ou exageradas sobre seu passado acadêmico foi divulgado. As revelações sobre os plágios foram ampliadas pela quantidade limitada de outras notícias sobre a campanha na época, quando a maioria do público ainda não estava prestando atenção em nenhuma das campanhas; assim, caiu no que o escritor do The Washington Post Paul Taylor descreveu como a tendência daquele ano, um "julgamento por provação da mídia". Biden não tinha um forte grupo demográfico ou político de apoio para ajudá-lo a sobreviver à crise. Em 23 de setembro de 1987, desistiu da campanha, dizendo que sua candidatura havia sido superada pela "sombra exagerada" de seus erros passados.
Depois que Biden desistiu da campanha, foi revelado que a campanha de Dukakis, o eventual escolhido para representar o partido na eleição geral, havia feito um vídeo secreto destacando a comparação entre Biden e Kinnock e distribui-o para as agências de notícias. Mais tarde, em 1987, o Conselho de Responsabilidade Profissional da Suprema Corte de Delaware isentou Biden das acusações de plágio na faculdade de direito em relação a sua posição como advogado, dizendo que "não violou nenhuma regra".
Em fevereiro de 1988, após sofrer vários episódios de dor cervical cada vez mais grave, Biden foi levado por uma ambulância de longa distância ao Centro Médico do Exército Walter Reed e recebeu uma cirurgia salva-vidas para corrigir um aneurisma cerebral intracraniano que havia começado a vazar; a situação era grave o suficiente para que um padre administrasse os últimos ritos no hospital. Enquanto se recuperava, sofreu uma embolia pulmonar, o que representou uma grande complicação. Outra operação para reparar um segundo aneurisma, que não causou sintomas, mas também estava em risco de romper-se, foi realizada em maio de 1988. A hospitalização e recuperação mantiveram Biden longe de suas funções no Senado dos EUA por sete meses. Biden não teve recorrências ou efeitos dos aneurismas desde então. Em retrospecto, a família de Biden chegou a acreditar que o fim precoce de sua campanha presidencial havia sido uma bênção disfarçada, pois se ainda estivesse em campanha no meio das primárias no início de 1988, poderia muito bem não ter parado para procurar atendimento médico e a condição poderia se tornar insustentável.

### Comitê Judiciário do Senado

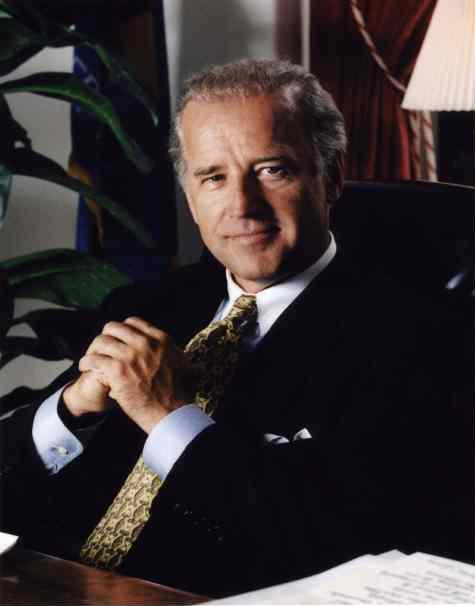
Biden em foto oficial como senador

Biden foi um membro de longa data do Comitê do Senado sobre o Judiciário. De 1987 a 1995, presidiu o comitê e atuou como o membro sênior da minoria de 1981 a 1987 e de 1995 a 1997. Biden presidiu duas das mais controversas audiências de confirmação da história da Suprema Corte: as de Robert Bork em 1987 e Clarence Thomas em 1991. Nas audiências de Bork, declarou sua oposição a Bork logo após a nomeação, mudando de ideia em relação a uma entrevista concedida no ano anterior e irritando os conservadores que achavam que não poderia conduzir as audiências desapaixonadamente. No final, recebeu elogios por conduzir o processo de maneira justa e com bom humor e coragem, pois sua campanha presidencial de 1988 entrou em colapso no meio das audiências. Rejeitando alguns dos argumentos menos intelectualmente honestos que outros oponentes de Bork estavam fazendo, moldou seus argumentos em torno da crença de que a Constituição fornecia direitos à liberdade e privacidade que se estendiam além daqueles explicitamente enumerados no texto, e que as visões fortemente originalistas de Bork eram ideologicamente incompatíveis com essa visão. A nomeação de Bork foi rejeitada no comitê e pelo pleno do Senado.
Nas audiências de Thomas, as perguntas de Biden sobre questões constitucionais eram muitas vezes longas e complicadas, algumas vezes de tal forma que Thomas se esqueceu da pergunta que estava sendo feita. Os espectadores das audiências ficaram frequentemente incomodados pelo estilo de Biden. Thomas escreveu mais tarde que, apesar das garantias pessoais anteriores do senador, suas perguntas eram semelhantes a um beanball. A nomeação saiu do comitê sem uma recomendação, com Biden votando contra. Em parte devido a suas próprias experiências ruins em 1987 com sua campanha presidencial, relutou em deixar assuntos pessoais entrarem nas audiências. Biden inicialmente compartilhou com o comitê, mas não o público, as acusações de assédio sexual de Anita Hill, alegando que ela ainda não estava disposta a testemunhar. Depois disso, não permitiu que outras testemunhas prestassem depoimento em seu nome, incluindo outra mulher que fez uma acusação semelhante e especialistas em assédio. Biden afirmou que estava se esforçando para preservar o direito de Thomas à privacidade e à decência das audiências. A nomeação foi aprovada pelo pleno do Senado, com Biden novamente votando contra. Durante e depois, foi fortemente criticado por grupos jurídicos liberais e grupos de mulheres por sua atuação nas audiências e não ter feito o suficiente para apoiar Hill. Posteriormente, procurou mulheres para atuarem no comitê, enfatizou as questões das mulheres na agenda legislativa do comitê e, em abril de 2019, ligou para Hill para expressar arrependimento pelo tratamento dado a ela; depois da conversa, Hill disse que o pedido de desculpas era profundamente insatisfatório.

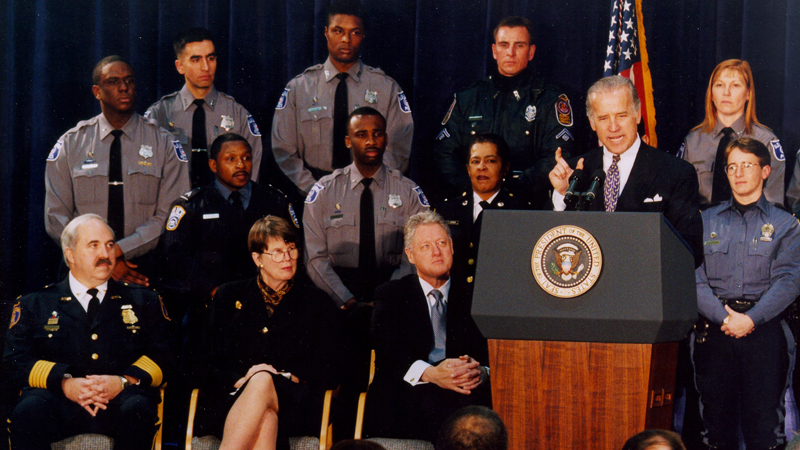
Biden discursando ao lado do presidente Bill Clinton e agentes das forças de segurança, em 1994

Biden envolveu-se na elaboração de muitas leis federais sobre a criminalidade. Liderou a Lei de Controle ao Crime Violento e Aplicação da Lei de 1994, também conhecida como Lei Criminal Biden, que incluiu a Proibição Federal de Armas de Assalto, que expirou em 2004 após o período de prorrogação de dez anos e não foi renovada. Também incluiu a pioneira Lei de Violência Contra as Mulheres (VAWA), que continha uma ampla gama de medidas para combater a violência doméstica. Em 2000, a Suprema Corte decidiu no caso Estados Unidos vs. Morrison que a seção da VAWA que permitia às mulheres o direito de processar seus agressores em um tribunal federal excedia a autoridade do Congresso e, portanto, era inconstitucional. O Congresso autorizou novamente a VAWA em 2000 e 2005, e Biden afirmou que considerava-a a legislação mais significativa que criou durante seu mandato. Em 2004 e 2005, recrutou grandes empresas de tecnologia norte-americanas para diagnosticar os problemas da Linha Direta Nacional de Violência Doméstica e doar equipamentos e conhecimentos em um esforço bem-sucedido para melhorar seus serviços.
Biden criticou as ações do conselheiro independente Kenneth Starr durante a controvérsia de Whitewater na década de 1990 e as investigações do escândalo Lewinsky, dizendo que "vai ser um dia frio no inferno" antes que outro conselheiro independente receba os mesmos poderes. Em 1999, votou para absolver o presidente Bill Clinton de ambas as acusações durante o seu processo de impeachment.
Como presidente do Comitê Internacional de Controle de Narcóticos, Biden formulou as leis que criaram o "Czar das Drogas" dos EUA, responsável por supervisionar e coordenar a política nacional de controle de drogas. Em abril de 2003, introduziu a controversa Lei de Redução da Vulnerabilidade dos Americanos ao Ecstasy, também conhecida como a Lei RAVE. Também continuou trabalhando para impedir a disseminação de drogas do tipo "Boa noite, Cinderela", como o flunitrazepam, e drogas como o ecstasy e a cetamina. Em 2004, atuou para aprovar um projeto de lei que proibia esteroides como a androstenediona, uma droga usada por muitos jogadores de beisebol.

### Comitê de Relações Exteriores do Senado

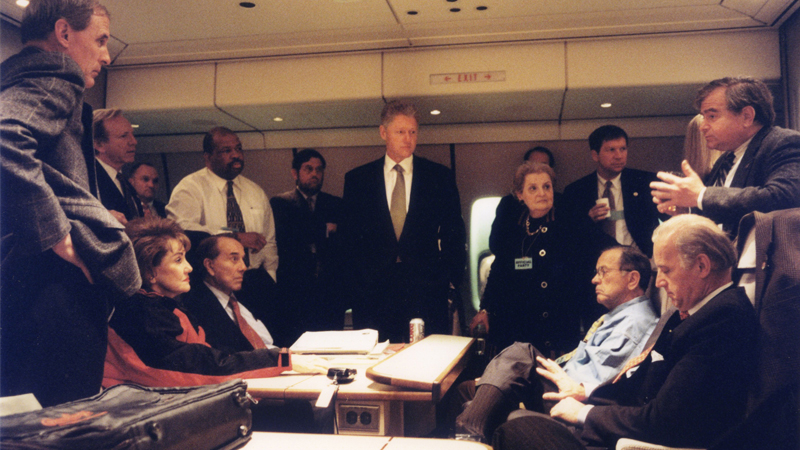
Biden viajando com o presidente Clinton e outros políticos para a Bósnia em 1997

Biden foi por muitos anos integrante Comitê de Relações Exteriores. Em 1997, se tornou o membro minoritário sênior e presidiu o comitê em janeiro de 2001 e de junho de 2001 a 2003. Quando os democratas retomaram o controle do Senado após as eleições de 2006, novamente assumiu a chefia em 2007. Biden era geralmente um internacionalista liberal na política externa. Colaborou efetivamente com senadores republicanos importantes, como Richard Lugar e Jesse Helms, e às vezes ia contra elementos de seu próprio partido. Ainda, co-presidiu o Grupo de Observadores da OTAN no Senado. Uma lista parcial cobrindo este período mostrou que se reuniu com cerca de 150 líderes de quase 60 países e organizações internacionais. Biden realizou audiências frequentes como presidente do comitê, bem como muitas audiências do subcomitê durante as três vezes em que presidiu a Subcomissão de Assuntos Europeus.
Biden se interessou pelas Guerras Iuguslavas depois de ouvir sobre os abusos sérvios durante a Guerra de Independência da Croácia em 1991. Quando a Guerra da Bósnia irrompeu, foi um dos primeiros a defender o treinamento de muçulmanos bósnios, apoiá-los com ataques aéreos da OTAN e investigar crimes de guerra. Os governos de George H. W. Bush e de Clinton estavam relutantes em implementar a política, temendo o entrelaçamento dos Bálcãs. Em 1993, passou uma semana nos Bálcãs e realizou uma tensa reunião de três horas com o líder sérvio Slobodan Milošević, relatando ter dito a Milošević que era um "maldito criminoso de guerra que deveria ser julgado como um". Em 1992, redigiu uma emenda para obrigar o governo Bush a armar os bósnios, mas prolatou tal proposta em 1994 e adotou uma postura um pouco mais suave, preferência do governo Clinton, antes de assinar em 1995 uma medida mais forte patrocinada por Bob Dole e Joe Lieberman. O engajamento levou a um bem-sucedido esforço da OTAN para a manutenção da paz. Biden classificou seu papel em alterar a política dos Bálcãs em meados da década de 1990 como seu "momento de maior orgulho na vida pública" relacionado à política externa. Em 1999, durante a Guerra do Kosovo, apoiou a campanha de bombardeio da OTAN contra a Sérvia e Montenegro, e co-patrocinou com seu amigo John McCain a Resolução McCain-Biden do Kosovo, que pedia ao presidente Clinton o uso de toda a força necessária, incluindo tropas terrestres, para confrontar Milošević sobre as ações sérvias no Kosovo. Em 1998, o jornal Congressional Quarterly nomeou Biden como um dos "Doze que Fizeram a Diferença" por ter desempenhado um papel principal em várias questões de política externa, incluindo a ampliação da OTAN e a aprovação de projetos de lei para simplificar as agências de relações exteriores e punir a perseguição religiosa no exterior.

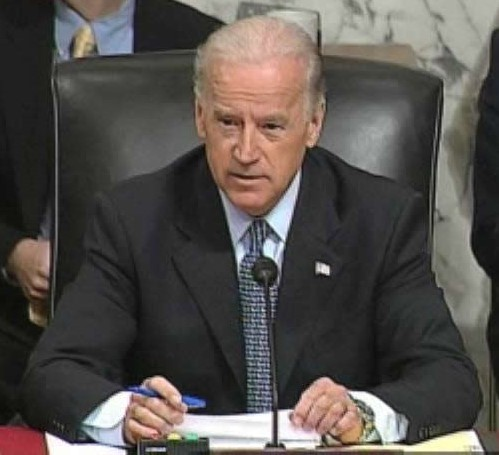
Biden falando na abertura de uma audiência do Comitê de Relações Exteriores do Senado sobre o Iraque, em 2007

Biden votou contra a autorização para a Guerra do Golfo em 1991, assim como 45 dos 55 senadores democratas, afirmando que os EUA estavam arcando com quase todo o fardo da coalizão anti-Iraque. Em 2001, apoiou fortemente a Guerra do Afeganistão, dizendo: "Seja o que for preciso, devemos fazê-lo". Em relação ao Iraque, declarou em 2002 que Saddam Hussein era uma ameaça à segurança nacional, e que não havia outra opção a não ser eliminar essa ameaça. Em outubro de 2002, votou a favor da Autorização para o Uso da Força Militar Contra o Iraque, o que justificou a Guerra do Iraque. Enquanto logo se tornou um crítico da guerra e viu seu voto como um "erro", não insistiu em exigir uma retirada dos EUA. Biden apoiou a destinação de verbas para arcar com a ocupação, mas argumentou repetidamente que a guerra deveria ser internacionalizada, que mais soldados eram necessários, e que o governo Bush deveria "nivelar com o povo americano" sobre o custo e a duração do conflito.
No final de 2006, a posição de Biden sobre o Iraque havia mudado, e se opôs ao aumento das tropas em 2007, dizendo que o general David Petraeus estava errado em acreditar que o aumento das tropas poderia funcionar. Biden foi um dos principais defensores da divisão do Iraque em uma federação livre de três estados étnicos. Em 2006, Biden e Leslie H. Gelb, presidente emérito do Conselho de Relações Exteriores, divulgaram uma estratégia abrangente para acabar com a violência sectária. Ao invés de manter a abordagem atual ou retirar-se, o plano exigia "uma terceira via": federalizar o país e dar aos curdos, xiitas e sunitas "espaço para respirar" em suas próprias regiões. Em 2007, uma resolução não vinculante do Senado endossou tal ideia. No entanto, ela não era familiar, não tinha eleitorado político e não conseguiu ganhar força. A liderança política iraquiana uniu-se em denunciar a resolução como uma divisão de fato do país, e a embaixada dos EUA em Bagdá divulgou uma declaração se distanciando do plano.
Em 2004, depois de se encontrar com o líder Muammar Gaddafi em Trípoli, Biden garantiu a breve libertação do ativista pró-democracia da Líbia e prisioneiro político Fathi Eljahmi. Em 2008, criticou duramente o presidente George W. Bush por seu discurso no Knesset de Israel, no qual sugeriu que alguns democratas estavam agindo da mesma forma que alguns líderes ocidentais agiram quando se conformaram com Hitler pouco antes da Segunda Guerra Mundial, afirmando: "Isso é besteira. Isso é nonsense. Isso é ultrajante. Ultrajante para o presidente dos Estados Unidos ir a um país estrangeiro, sentar no Knesset... e fazer essa declaração ridícula". Biden mais tarde pediu desculpas por usar um palavrão.

### Assuntos de Delaware

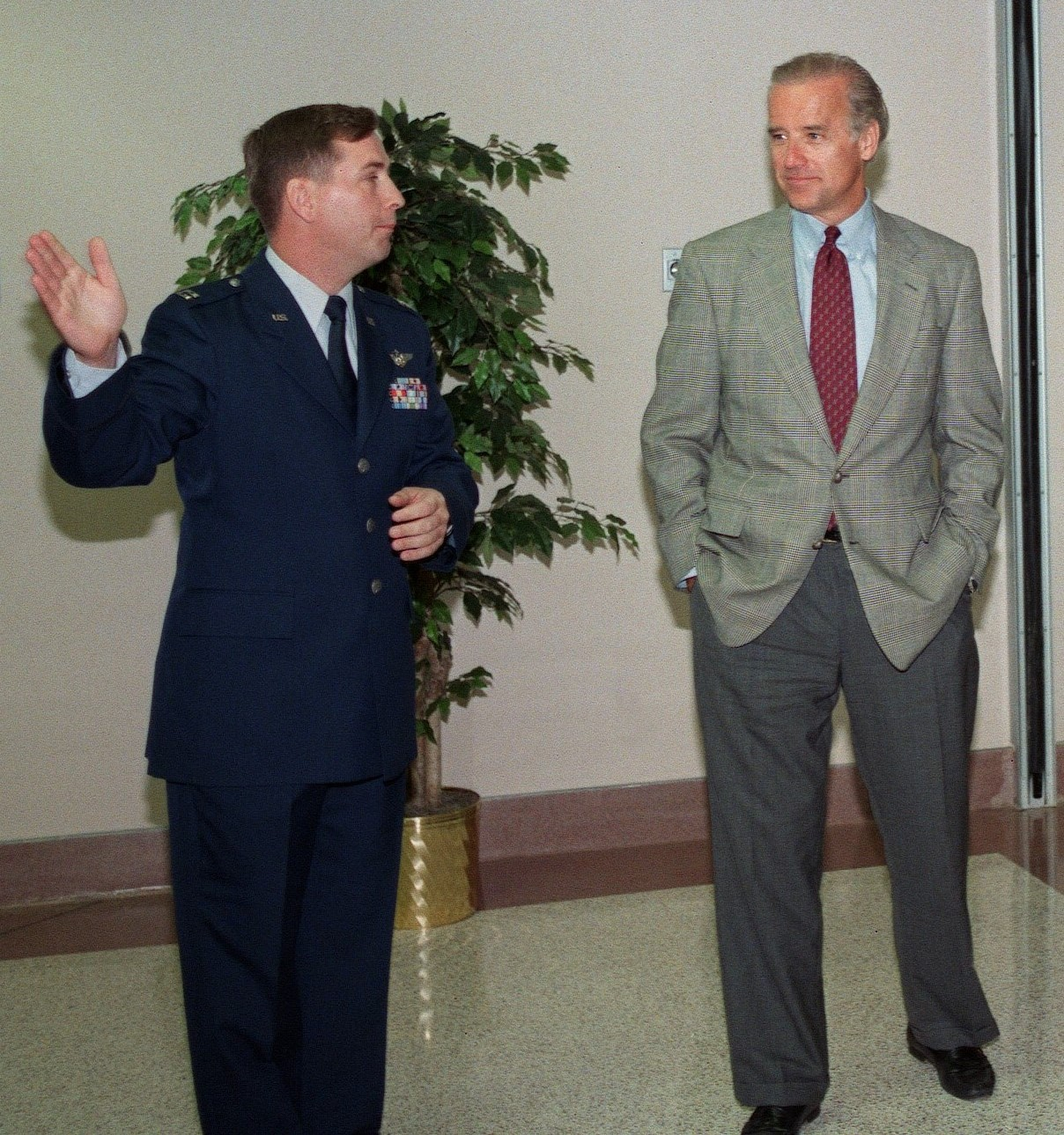
Biden visitando a Base da Força Aérea de Dover, em 1997

Biden era uma figura familiar para seu eleitorado de Delaware, por conta de suas viagens de trem diárias, e geralmente procurava atender às necessidades do estado. Defendeu fortemente o aumento do financiamento da Amtrak e da segurança ferroviária; também organizou churrascos e um jantar anual de Natal para as tripulações da Amtrak, e eles às vezes seguravam o último trem da noite por alguns minutos para que Biden pudesse pegá-lo. Acabou ganhando o apelido de "Amtrak Joe" e em 2011 a Estação Wilmington da Amtrak foi nomeada Estação Ferroviária Joseph R. Biden Jr., em homenagem às mais de 7 000 viagens que fez de lá. Advogou, ainda, pelas instalações militares de Delaware, incluindo as bases aéreas de Dover e New Castle.
A partir de 1991, Biden atuou como professor adjunto na Faculdade de Direito da Universidade Widener, a única faculdade de direito de Delaware, lecionando um seminário sobre direito constitucional. O seminário foi um dos mais populares de Widener, muitas vezes com uma lista de espera para inscrição. Biden normalmente co-ministrava o curso com outro professor, assumindo pelo menos metade dos minutos da aula e às vezes voltando do exterior para dar uma das aulas.
Biden patrocinou uma legislação relativa à falência durante a década de 2000, solicitada pela MBNA, uma das maiores empresas de Delaware, e por outras emissoras de cartões de crédito. Biden permitiu uma emenda ao projeto de lei para aumentar a isenção de propriedade para os proprietários que declaravam falência e lutou por uma emenda que proibisse os criminosos anti-aborto de usar a falência para pagar multas; o projeto de lei geral foi vetado por Bill Clinton em 2000, mas finalmente foi aprovado como a Lei de Prevenção ao Abuso de Falência e Proteção ao Consumidor em 2005, com apoio de Biden.

### Reputação

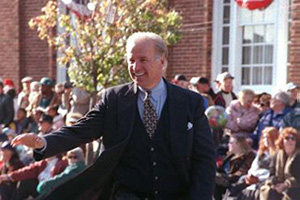
Biden durante um desfile no Condado de Sussex

Após sua primeira eleição em 1972, Biden foi reeleito para seis mandatos consecutivos nas eleições de 1978, 1984, 1990, 1996, 2002 e 2008, geralmente recebendo cerca de 60% dos votos. Em nenhuma das eleições enfrentou forte oposição; o governador Pete du Pont optou por não concorrer contra ele em 1984. Biden passou 28 anos como senador júnior devido à antiguidade de dois anos de seu colega republicano William V. Roth Jr. Depois que Roth foi derrotado em sua candidatura à reeleição por Tom Carper em 2000, se tornou o senador sênior de Delaware. Até 2019, Biden era o 18º senador com mandato mais longevo dos Estados Unidos e o com mandato de maior duração de Delaware. Em maio de 1999, se tornou o senador mais jovem a dar 10 mil votos.
Com um patrimônio líquido entre 59 e 366 mil dólares, e quase nenhuma renda externa ou de investimento, Biden foi consistentemente classificado como um dos membros menos ricos do Senado. Biden afirmou que foi listado como o segundo membro mais pobre do Congresso e não estava orgulhoso da distinção, mas atribuiu ao fato de ter sido eleito no início de sua carreira. Biden percebeu no início de sua carreira no Senado o quanto os funcionários públicos mais desfavorecidos são vulneráveis a ofertas de contribuições financeiras em troca de apoio político, e defendeu as medidas de reforma do financiamento de campanhas durante seu primeiro mandato.
Durante seus anos como senador, Biden ganhou uma reputação como loquaz, com suas perguntas e comentários durante as audiências do Senado sendo conhecidas como prolixas. Um debatedor e orador marcante, era frequentemente convidado a participar de programas de TV matutinos dominicais. Em aparições públicas, ficou conhecido por se desviar dos textos prontos. De acordo com o analista político Mark Halperin, Biden mostrou "uma persistente tendência a dizer coisas bobas, ofensivas e desanimadoras"; o The New York Times escreveu que "os fracos filtros de Biden o tornam capaz de deixar escapar praticamente qualquer coisa". O jornalista James Traub escreveu que "a vaidade de Biden e sua consideração por seus próprios dons parecem consideráveis até mesmo pelos padrões rarefeitos do Senado dos EUA".
O escritor de política Howard Fineman afirmou: "Biden não é um acadêmico, não é um pensador teórico, é um grande político de rua. Vem de uma longa linha de trabalhadores em Scranton — vendedores de automóveis, revendedores de carros, pessoas que sabem como fazer uma venda. Tem aquele grande presente irlandês". O colunista político David S. Broder viu Biden como tendo crescido desde que chegou a Washington e desde sua malfadada campanha presidencial de 1988: "Ele responde a pessoas reais — isso tem sido consistente em todos os aspectos. E sua capacidade de entender a si mesmo e lidar com outros políticos ficou muito melhor". Traub conclui que "Biden é o tipo de pessoa fundamentalmente feliz que pode ser tão generoso com os outros quanto é para si mesmo".

## Campanha presidencial de 2008

### À presidência

Logo da campanha de Biden à presidência em 2008

Biden tinha pensado em concorrer à presidência novamente desde a sua fracassada candidatura em 1988. Em 31 de janeiro de 2007, anunciou sua candidatura à presidência para a eleição de 2008 depois de ter considerado durante meses entrar na disputa. Anunciou formalmente sua candidatura para Tim Russert no programa Meet the Press, afirmando que seria "o melhor Biden que eu posso ser". Durante sua campanha, concentrou-se na guerra do Iraque e seu apoio à implementação do plano Biden-Gelb para alcançar um sucesso político. Elogiou seu histórico no Senado como chefe de grandes comitês do Congresso e sua experiência em política externa. Apesar da especulação em contrário, rejeitou a ideia de aceitar o cargo de secretário de Estado, concentrando-se apenas na presidência. Em meados de 2007, enfatizou sua experiência em política externa comparada à do senador Barack Obama, dizendo que, embora Obama pudesse estar preparado para a presidência, não estava naquele momento; Biden também afirmou que Obama copiou algumas de suas ideias para a política externa. Nos debates em que participou, suas performances foram uma mistura eficaz de humor, com comentários afiados e surpreendentemente disciplinados.

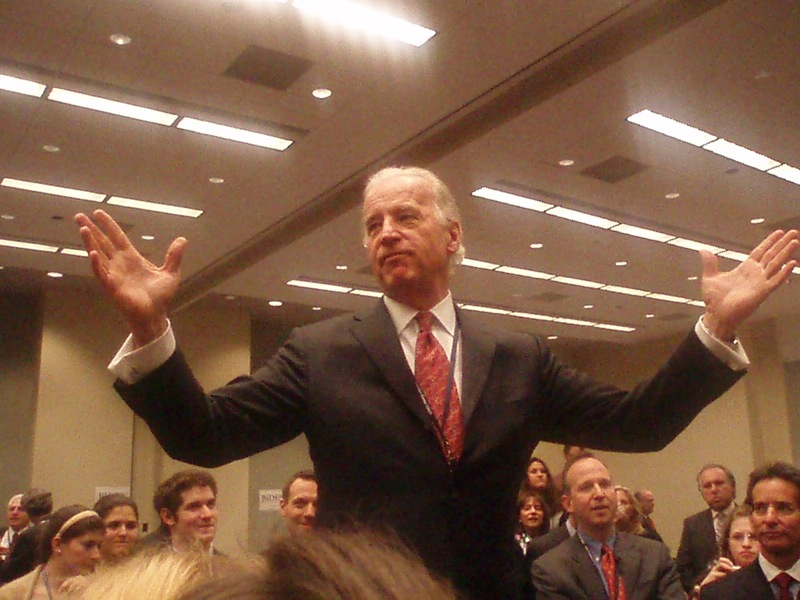
Biden em evento de campanha, em 2007

No decorrer da campanha, Biden proferiu comentários que se tornaram controversos. No dia do anúncio de sua candidatura em janeiro de 2007, falou sobre o colega candidato Obama: "Quero dizer, você conseguiu o primeiro afro-americano que é articulado, brilhante e limpo e um cara bonito. Quero dizer, esse é um livro de histórias, cara". Tal comentário enfraqueceu sua candidatura logo no início e prejudicou significativamente sua capacidade de arrecadar fundos; mais tarde, ficou em segundo lugar no "Top 10 Gafes de Campanha" da revista Time em 2007. Biden já havia sido criticado em julho de 2006 por uma observação que fez sobre seu apoio entre os indianos-americanos: "Eu tive um ótimo relacionamento. Em Delaware, o maior crescimento populacional é o dos indianos-americanos que se deslocam da Índia. Você não pode ir a um 7-Eleven ou a um Dunkin' Donuts, a menos que tenha um leve sotaque indiano. Eu não estou brincando". Mais tarde, alegou que a observação não pretendia ser depreciativa.
No geral, Biden não conseguiu ganhar força contra as candidaturas de Obama e da senadora Hillary Clinton, não ficando acima de um dígito nas pesquisas nacionais para as primárias democratas. Na primeira prévia, a de Iowa em 3 de janeiro de 2008, ficou em quinto lugar, ganhando pouco menos de um por cento dos delegados estaduais. Biden desistiu da disputa naquela noite, dizendo: "Não há nada triste nesta noite... Eu não sinto arrependimento". Apesar da falta de sucesso, a estatura de Biden no mundo político subiu como resultado de sua campanha de 2008. Em particular, mudou a relação entre Biden e Obama. Embora os dois tivessem trabalhado juntos no Comitê de Relações Exteriores do Senado, eles não tinham sido próximos, com Biden tendo se ressentido da rápida ascensão de Obama ao estrelato político, e Obama tendo visto Biden como tagarela e paternalista. Agora, Obama passou a apreciar o estilo de campanha de Biden e seu apelo aos eleitores da classe trabalhadora, e Biden estava convencido de que Obama era mesmo "o cara".

### À vice-presidência

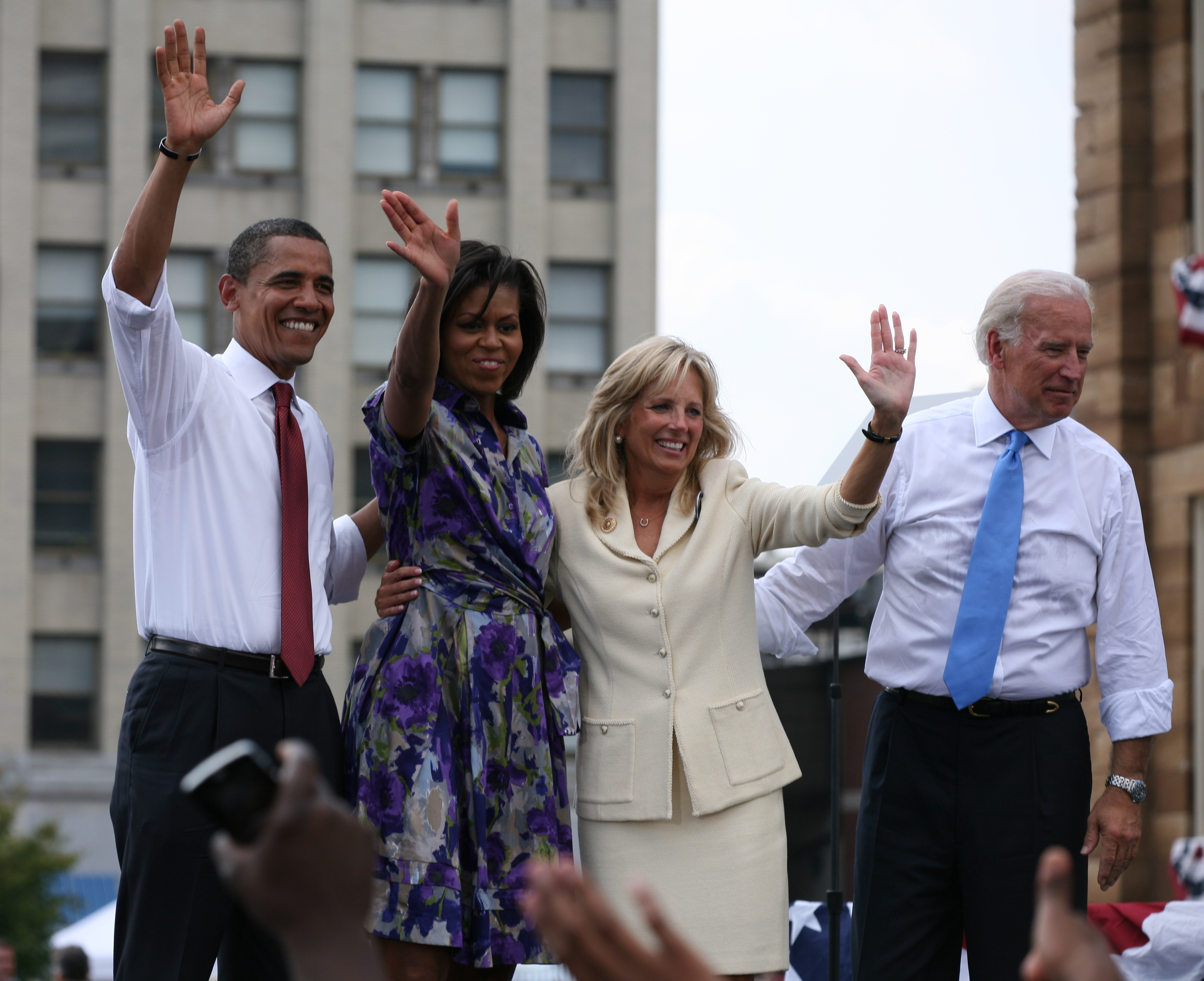
Os Obama e os Biden no anúncio da escolha de Joe como vice de Barack, em agosto de 2008

Logo depois de Biden desistir da nomeação democrata, Obama vinha dizendo que estava interessado em encontrar um lugar importante para ele em um possível governo. Inicialmente, Biden temia que a vice-presidência representasse uma perda de status e representação em relação ao Senado, mas acabou mudando de ideia. No início de agosto, ambos se reuniram em segredo para discutir uma possível relação vice-presidencial, e se deram bem pessoalmente. Em 22 de agosto, Obama anunciou que Biden seria seu companheiro de chapa. O The New York Times noticiou que a estratégia por trás da escolha refletia o desejo de completar a chapa com alguém que tivesse experiência em política externa e segurança nacional. Outros observadores apontaram o apelo de Biden à classe média e aos eleitores da classe trabalhadora, bem como sua disposição de desafiar agressivamente o candidato republicano John McCain de uma forma que Obama, às vezes, parecia desconfortável. Em 27 de agosto, foi oficialmente designado como o candidato a vice-presidente pelo Partido Democrata na Convenção Nacional Democrata, em Denver, Colorado.
Após sua seleção como candidato a vice-presidente, Biden foi criticado pelo bispo Michael Saltarelli, de sua própria Diocese de Wilmington, por não se opor ao aborto. A diocese confirmou que, mesmo que fosse eleito vice-presidente, Biden não teria permissão para discursar nas escolas católicas. Biden foi logo impedido de receber a Santa Comunhão pelo bispo de sua cidade natal, Scranton, na Pensilvânia, por causa de seu apoio ao direito ao aborto; entretanto, continuou a receber a Comunhão em sua paróquia local de Delaware. Scranton tornou-se um ponto crítico na disputa pelos eleitores católicos entre a campanha democrata e grupos católicos liberais, que enfatizaram que outras questões sociais deveriam ser consideradas como tanto ou mais importantes do que o aborto, e muitos bispos e católicos conservadores, que defendiam a questão do aborto como primordial. Biden disse acreditar que a vida começava na concepção, mas que não imporia suas visões religiosas pessoais aos outros.

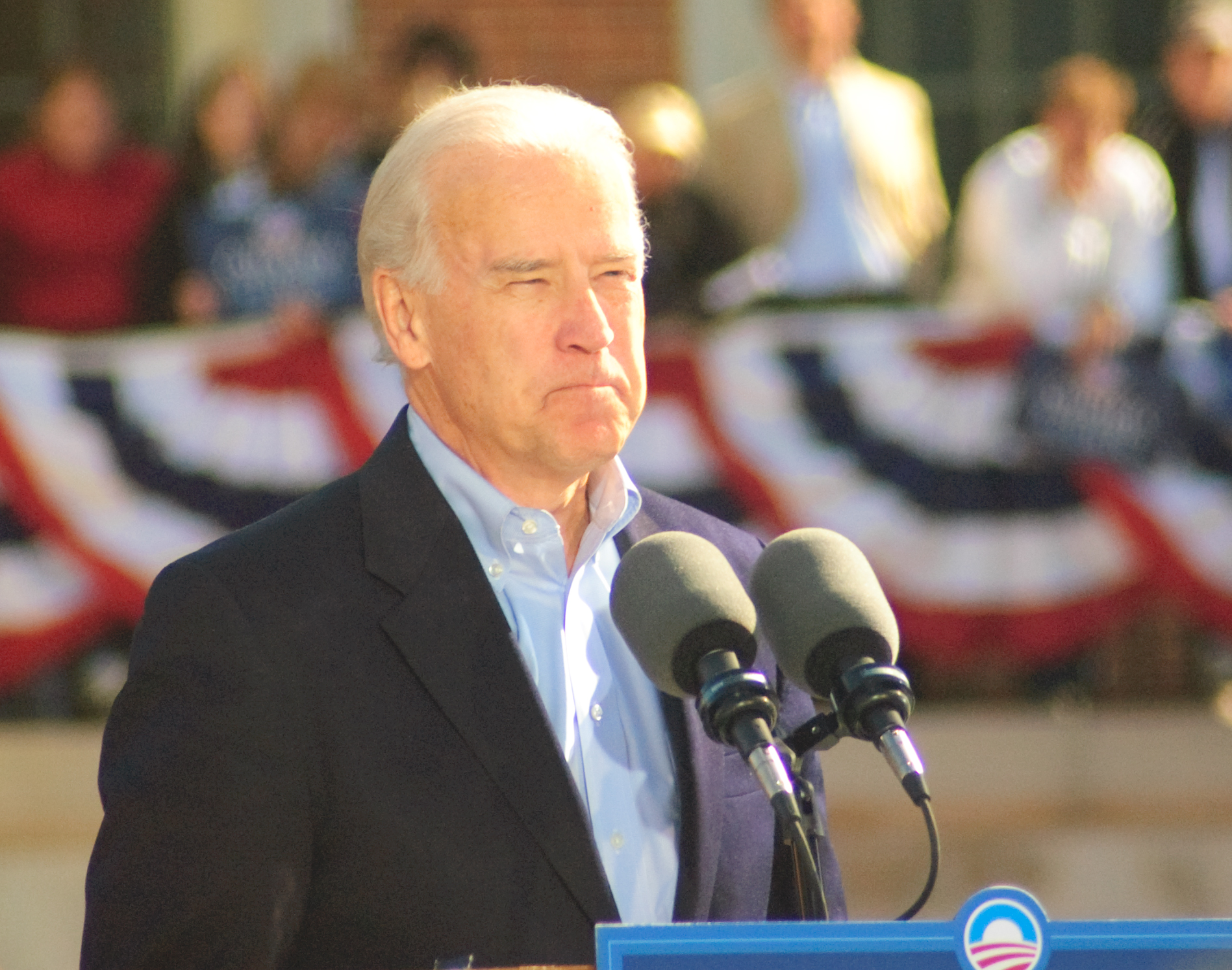
Biden discursando na Universidade Wake Forest, em outubro de 2008

A campanha à vice-presidência de Biden ganhou pouca visibilidade na mídia, já que a atenção da imprensa foi muito maior em relação à vice-presidenciável republicana Sarah Palin. Por exemplo, o Centro de Pesquisas Pew descobriu que, durante uma semana em setembro de 2008, Biden foi incluído em apenas cinco por cento da cobertura da mídia, muito menos do que Obama, McCain e Palin. Ainda assim, Biden se concentrou em fazer campanha em áreas economicamente desafiadoras de estados decisivos e tentou conquistar os democratas de colarinho azul, especialmente aqueles que apoiaram Hillary, além de atacar McCain pesadamente, apesar de serem amigos pessoais de longa data. Em outubro de 2008, participou do debate vice-presidencial com Palin; as pesquisas pós-debate revelaram que Palin superou as expectativas, mas que Biden ganhou o debate em geral. Durante os últimos dias da campanha, concentrou-se em áreas menos populosas, com pessoas mais velhas e menos prósperas, especialmente na Flórida, Ohio e Pensilvânia, estados em que era popular e Obama não fez campanha ou teve um bom desempenho nas primárias. Também fez campanha em alguns estados normalmente republicanos, bem como em áreas com grandes populações católicas.
Sob as instruções da campanha de Obama, Biden manteve seus discursos sucintos e tentou evitar comentários negativos, como um sobre Obama sendo testado por uma potência estrangeira logo após a posse, que atraiu atenção negativa. Em privado, Obama ficou frustrado com os comentários de Biden, questionando quantas vezes iria dizer "algo estúpido", e seus colaboradores mantiveram o vice desinformado sobre as discussões de estratégia, irritando Biden. Posteriormente, se desculpou em uma ligação para Obama e os dois construíram uma parceria mais forte. Publicamente, o estrategista David Axelrod disse que quaisquer comentários inesperados foram superados pelos altos índices de popularidade de Biden. Em 4 de novembro de 2008, a chapa Obama-Biden venceu a eleição, ganhando 365 votos no Colégio Eleitoral e tendo uma vantagem de 53-46% no voto popular em todo o país. Biden continuou concorrendo à reeleição como senador em simultâneo com sua campanha à vice-presidência, conforme permitido pelas leis de Delaware. Acabou sendo também reeleito senador ao derrotar a republicana Christine O'Donnell. Tendo vencido as duas eleições, fez questão de adiar sua renúncia ao Senado para que pudesse ser empossado para seu sétimo mandato em 6 de janeiro de 2009. Biden deu seu último voto no Senado em 15 de janeiro, renunciando no mesmo dia.

## Vice-presidente dos Estados Unidos

### Primeiro mandato

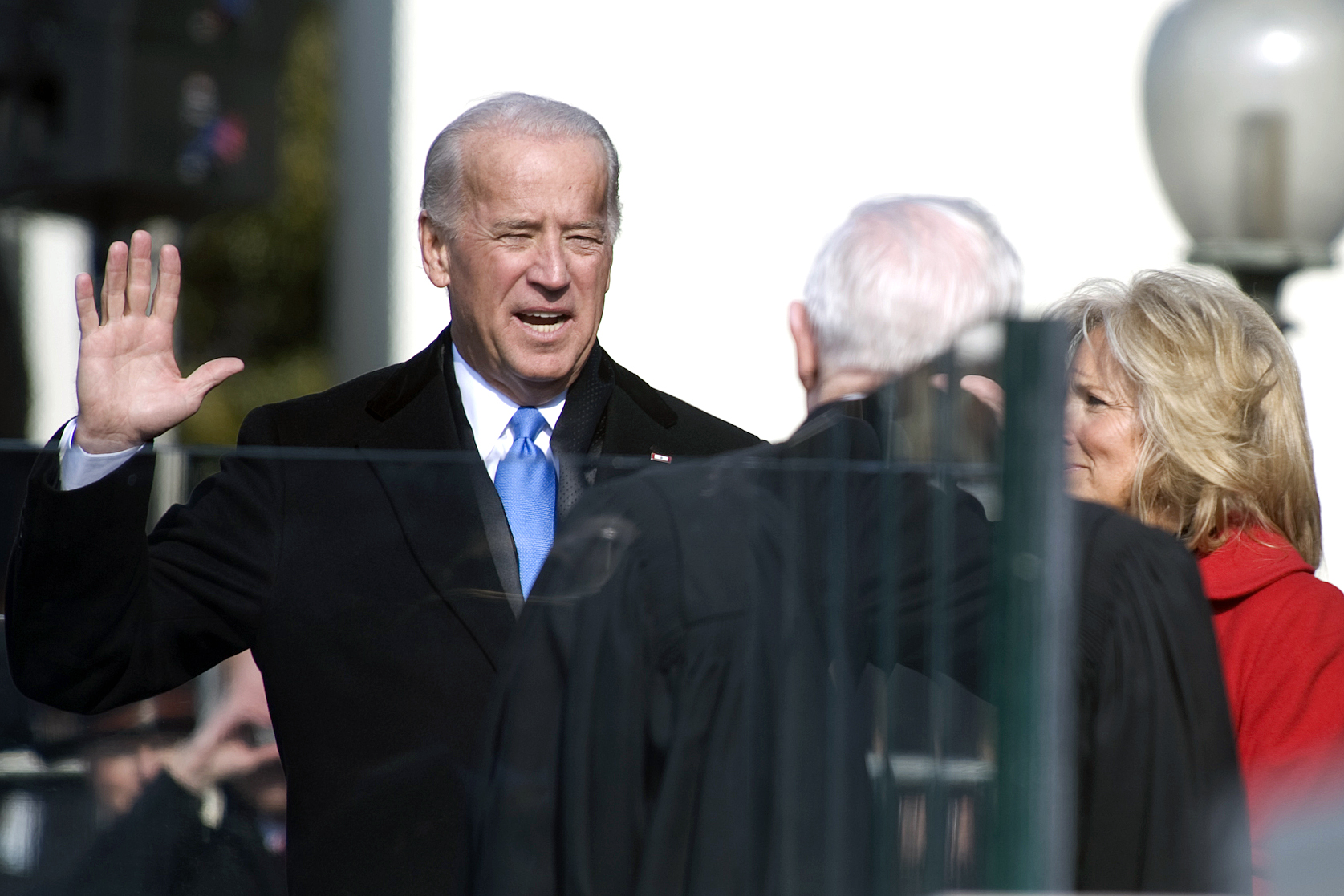
Biden sendo empossado vice-presidente por John Paul Stevens, associado de Justiça, em 20 de janeiro de 2009

Durante o período de transição, Biden pretendia eliminar alguns dos papéis explícitos assumidos pelo antecessor Dick Cheney, que se estabeleceu como um centro de poder autônomo. Biden afirmou que seria um vice-presidente "diferente" e que procuraria aconselhar Obama sobre todas as decisões críticas que tomaria. Em 20 de janeiro de 2009, foi empossado o 47º vice-presidente norte-americano, se tornando o primeiro vice-presidente com base eleitoral no Delaware e o primeiro católico romano. Biden e sua esposa moraram na residência oficial em Washington, D.C., Number One Observatory Circle, onde mantiveram um ambiente descontraído, muitas vezes entretendo alguns de seus netos, e regularmente voltavam para a casa que mantinham em Delaware.
Nos primeiros meses do governo, Biden assumiu o papel de importante conselheiro nos bastidores. Um dos papéis era julgar as disputas entre a "equipe de rivais" do presidente. Desempenhou um papel fundamental na conquista do apoio do Senado para várias partes da agenda legislativa de Obama, e foi um fator importante para convencer o senador republicano Arlen Specter a se filiar ao Partido Democrata. Biden perdeu um debate interno para a secretária de Estado, Hillary Clinton, sobre sua oposição ao envio de mais 21 mil tropas para a guerra no Afeganistão. Sua voz cética era considerada valiosa dentro do governo, mas ainda em 2009 a visão de Biden alcançou mais destaque dentro da Casa Branca, quando Obama reconsiderou sua estratégia no Afeganistão.

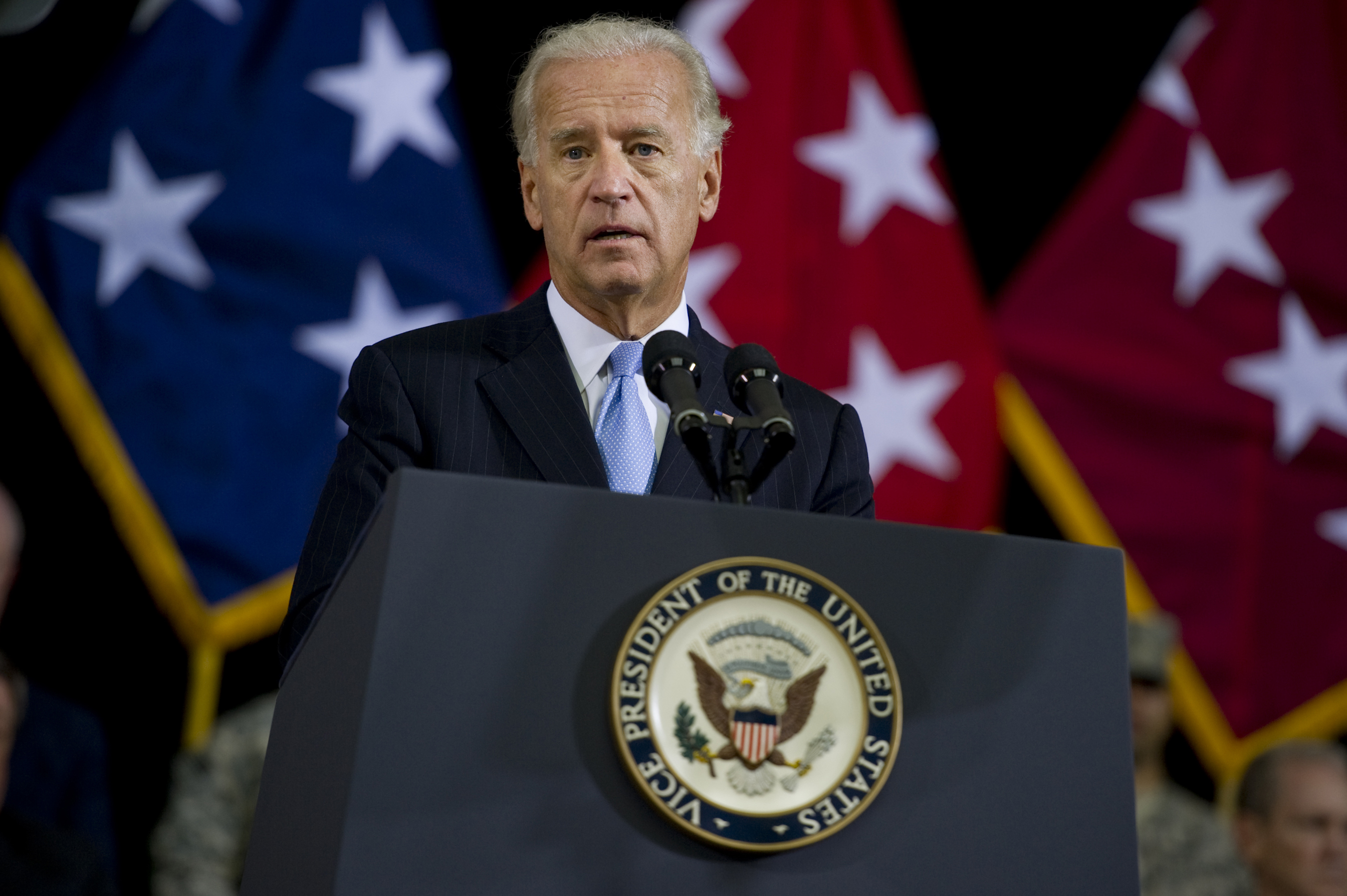
Biden em Bagdá, Iraque, em 2010

Biden visitou o Iraque uma vez a cada dois meses, incluindo viagens a Bagdá em agosto e setembro de 2009 para ouvir o primeiro-ministro Nouri al-Maliki e reiterar as posições dos EUA sobre o futuro do Iraque; a essa altura, Biden havia se tornado o principal mensageiro do governo à liderança iraquiana sobre o progresso esperado no país. De maneira mais geral, a supervisão da política para o Iraque tornou-se responsabilidade de Biden. De acordo com o Politico, Obama disse ao vice: "Joe, você faz o Iraque". Biden afirmou que o Iraque poderia ser uma das "grandes conquistas deste governo". Até 2012, fez oito viagens para o país, mas sua supervisão da política norte-americana para o Iraque retrocedeu com a saída em 2011 das tropas norte-americanas.
Biden ficou encarregado do papel de supervisão dos gastos com infra-estrutura do pacote de estímulos de Obama, destinado a ajudar a combater a recessão em curso, e ressaltou que apenas projetos merecedores receberiam financiamento. À época, Obama afirmou que o vice-presidente era o "xerife" do programa, encarregado de garantir que dinheiro público não fosse gasto indevidamente. Nesta função, conversou com centenas de governadores, prefeitos e outras autoridades locais. Biden ficou satisfeito por não ter ocorrido nenhum caso importante de desperdício ou corrupção, e, ao deixar a supervisão, alegou que o número de incidentes relacionados à fraude com dinheiro destinado ao programa tinha sido inferior a um por cento.

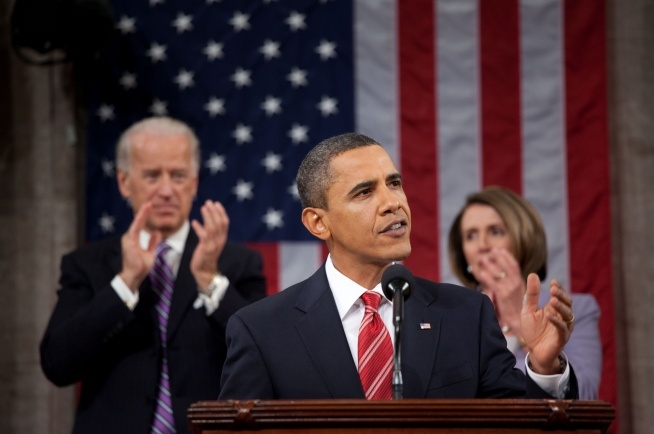
Ao lado da speaker Nancy Pelosi, Biden aplaude Obama durante o Discurso sobre o Estado da União, em janeiro de 2010

O papel mais importante de Biden dentro do governo era questionar suposições, sendo o "do contra". Demorou algum tempo para que o cauteloso Obama e o franco e divagante Biden trabalhassem de maneira a lidar um com o outro. No início do surto de gripe suína, desaconselhou o uso de aviões ou metrôs, levando a uma rápida retratação da Casa Branca e revivendo sua reputação de cometer gafes. Em julho de 2009, em meio ao crescente e persistente desemprego, reconheceu que o governo havia "interpretado mal o quão ruim a economia era", mas confiava que os estímulos econômicos gerariam muito mais empregos. No mesmo mês, Hillary rapidamente negou suas declarações depreciando a Rússia como uma potência, mas, mesmo com qualquer erro, o vice ainda manteve a confiança de Obama e era cada vez mais influente dentro do governo. Apesar de suas personalidades diferentes, ambos formaram uma amizade, em parte por conta da filha do presidente, Sasha, e a neta do vice, Maisy, estudarem na mesma escola.
Nas eleições de meio de mandato de 2010, Biden fez campanha pesada para os democratas, mantendo uma postura de otimismo em face das previsões gerais de que o partido sofreria grandes perdas. Após as numerosas vitórias republicanas nas eleições e a saída do chefe de gabinete da Casa Branca, Rahm Emanuel, o relacionamento anterior que Biden possuía com os republicanos no Congresso tornou-se mais importante. Biden liderou o bem-sucedido esforço do governo para obter a aprovação do Senado para o Novo Tratado START. Em dezembro de 2010, a defesa de Biden na Casa Branca por um meio-termo, seguido por suas negociações diretas com o líder da minoria no Senado, Mitch McConnell, foram fundamentais para o desenvolvimento de um pacote de corte de impostos que se baseava em uma extensão temporária dos cortes de impostos promovidos por Bush. Biden então assumiu a liderança da tarefa de convencer a bancada democrata relutante no Congresso a ser favorável à legislação, que acabou sendo aprovada por amplas maiorias.

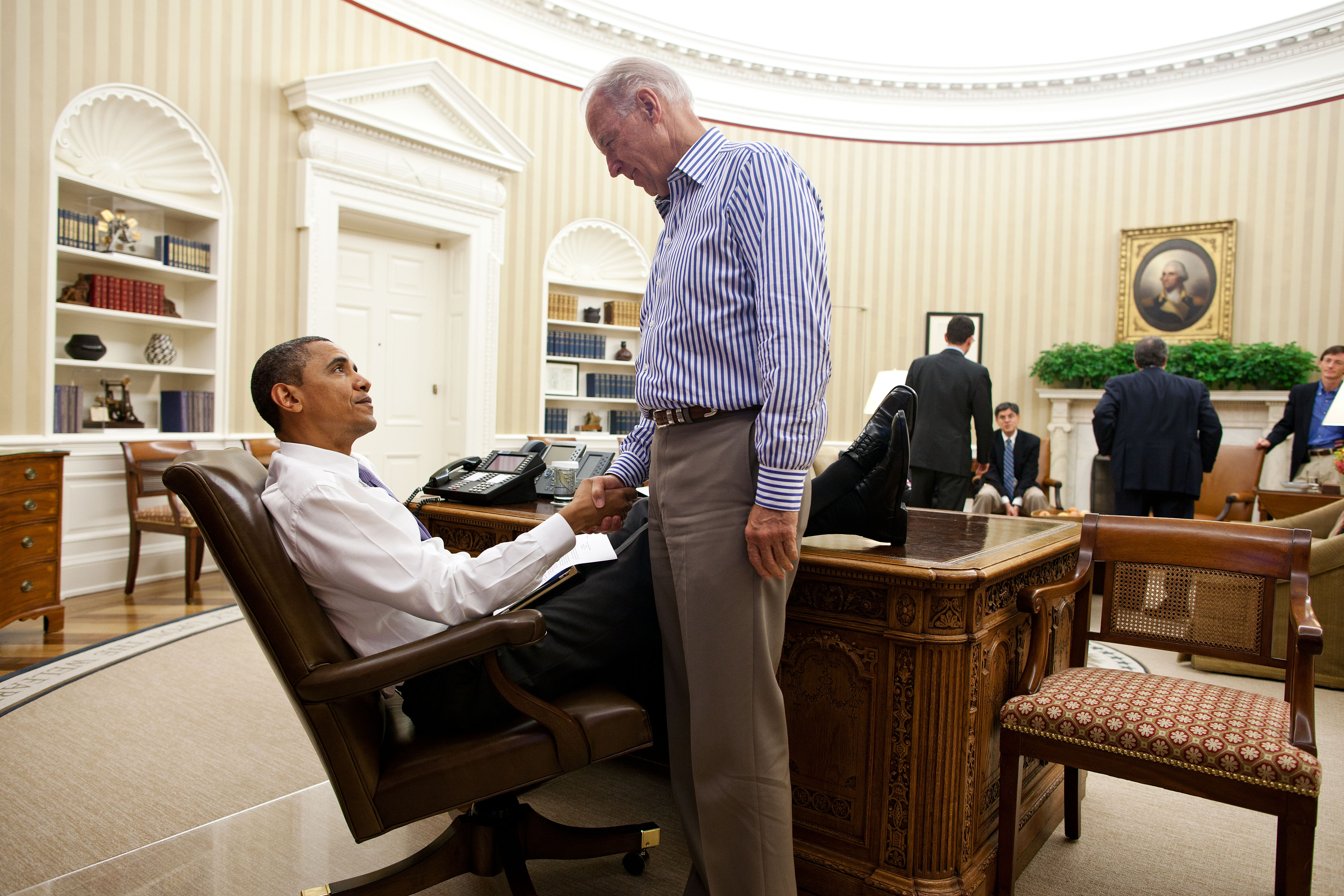
Biden e Obama celebram o acordo sobre o orçamento, em 2011

Em 2011, Biden apoiou a intervenção militar na Líbia liderada pela OTAN e outros países aliados, mas posteriormente afirmou que a intervenção foi um erro, a qual teria argumentado "fortemente contra" dentro da Casa Branca por não ser dos "interesses dos Estados Unidos". Também apoiou estreitar os laços econômicos com a Rússia, apoiando a entrada do país na Organização Mundial do Comércio. Em maio de 2011, de acordo com relato do secretário de Defesa, Robert Gates, Biden se opôs à missão que resultou na morte de Osama bin Laden, temendo que um fracasso pudesse afetar as chances de Obama ser reeleito. Com o sucesso da operação, foi incumbido de notificar os líderes do Congresso sobre o desfecho.
Em março de 2011, Obama deu a Biden a função de liderar as negociações entre a Casa Branca e o Congresso para chegarem a um acordo quanto aos níveis de gastos federais para o resto do ano, evitando assim a paralisação do governo. Em maio, um "painel Biden" com seis membros do Congresso estava tentando chegar a um acordo bipartidário sobre o aumento do teto da dívida como parte de um plano de redução do déficit. A crise do limite do teto da dívida se desenvolveu nos meses seguintes, mas foi novamente o relacionamento de Biden com McConnell que provou ser um fator-chave para romper o impasse e finalmente chegar a uma lei com apoio bipartidário, sancionada por Obama no início de agosto de 2011. Biden passou mais tempo negociando com o Congresso do que qualquer outro membro do governo, e um assessor republicano afirmou que Biden havia sido decisivo para o acordo, bem como que McConnell confiava no que o vice-presidente falava.

### Campanha à reeleição em 2012

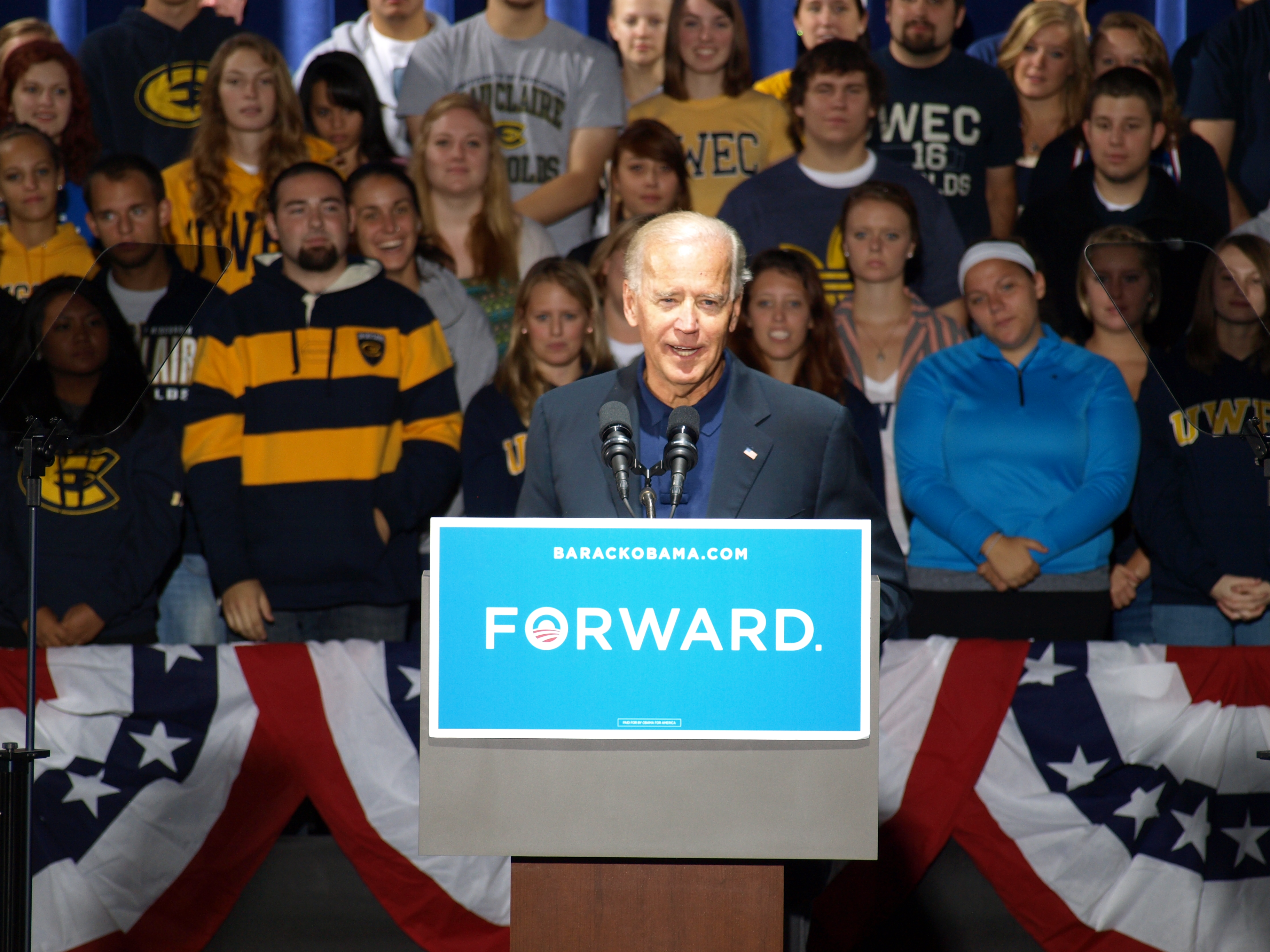
Biden discursando em evento de campanha em Wisconsin, em setembro de 2012

Em outubro de 2010, Biden afirmou que Obama pediu que permanecesse como seu companheiro de chapa na eleição presidencial de 2012. No entanto, com a popularidade do presidente em declínio, no final de 2011 o chefe de gabinete da Casa Branca, William M. Daley, conduziu em segredo uma pesquisa para medir a viabilidade de escolher Hillary como candidata a vice-presidente ao invés de Biden. A ideia foi abandonada quando os resultados não mostraram melhora considerável para Obama, e mais tarde funcionários da Casa Branca disseram que Obama nunca se animou com a ideia.
Em maio de 2012, a declaração de Biden de que estava "absolutamente confortável" com o casamento entre pessoas do mesmo sexo ganhou considerável atenção pública em comparação com a posição do presidente Obama, que foi descrita como "evolutiva". Biden fez esta declaração sem o consentimento do governo, e Obama e seus assessores ficaram bastante irritados, já que o presidente havia planejado mudar de posição vários meses depois, e o vice anteriormente o aconselhou a evitar a questão para que os eleitores católicos não se sentissem ofendidos. Dias depois, Obama anunciou que também apoiava o casamento entre pessoas do mesmo sexo, uma ação em parte forçada pelos comentários inesperados de Biden, que se desculpou com o presidente em privado. O episódio mostrou que Biden ainda lutava para disciplinar suas declarações, e conforme a revista Time afirmou: "todos sabem que a maior força de Biden é também sua maior fraqueza". As relações entre as campanhas também foram tensas pois Biden parecia usar sua campanha para reforçar contatos que poderiam ajudá-lo a captar recursos para uma possível candidatura à presidência em 2016; como consequência, o vice acabou sendo excluído das reuniões de estratégia da campanha presidencial.

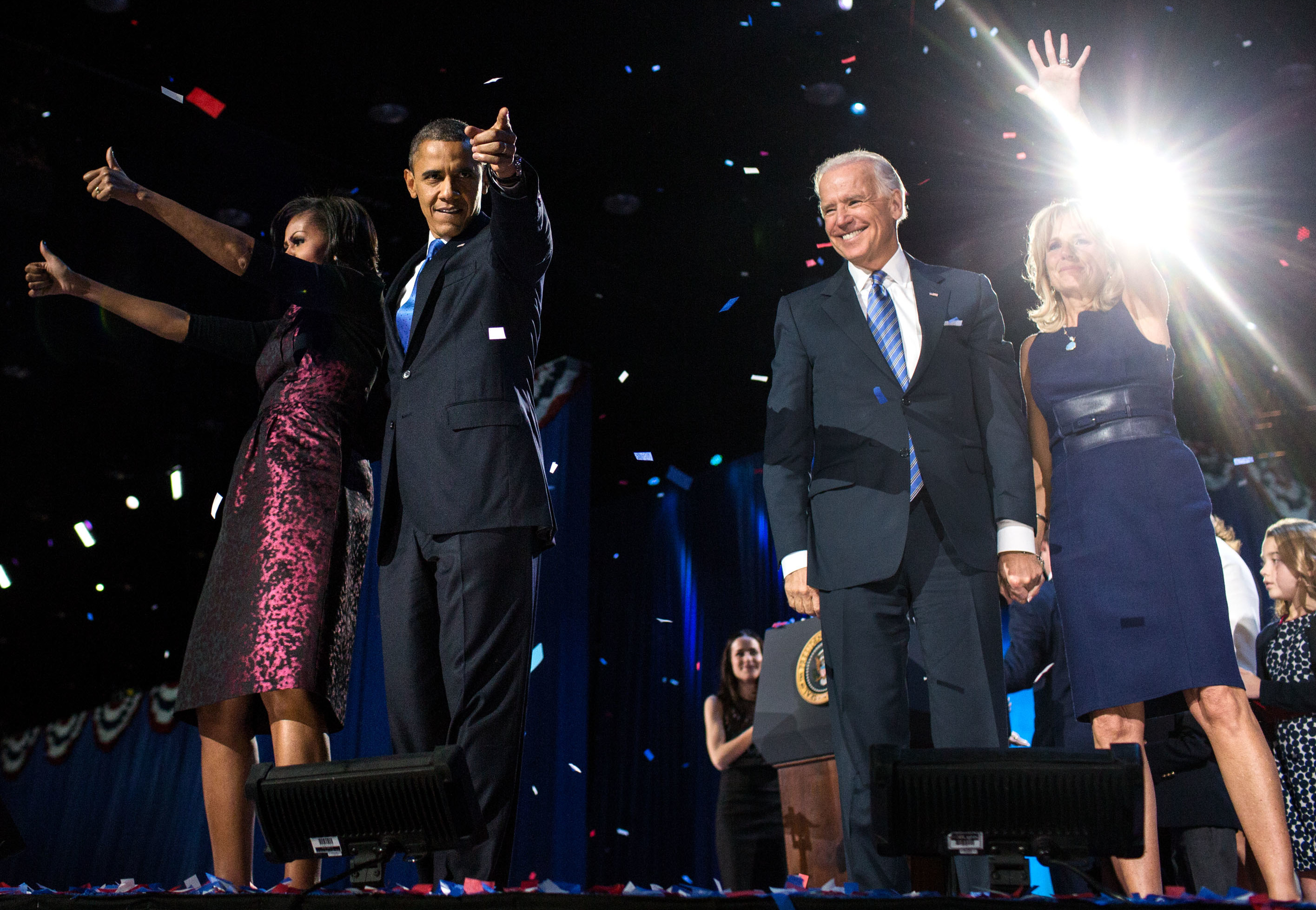
Os Obama e os Biden celebram a vitória da chapa na eleição, em novembro de 2012

A campanha de Obama ainda valorizava Biden como um político capaz de se conectar com eleitores descontentes, operários e habitantes de zonas rurais, e o vice manteve uma agenda lotada de aparições em estados decisivos quando a campanha à reeleição de Obama começou na primavera de 2012. Em agosto, discursando perante um público mestiço, disse que a proposta republicana de flexibilizar as regras de Wall Strett "colocaria vocês de volta às correntes", o que gerou análises sobre suas habilidades de campanha versus sua tendência de se desviar dos textos prontos. O Los Angeles Times escreveu: "A maioria dos candidatos dá o mesmo discurso repetidamente, colocando os repórteres, se não o público, para dormir. Mas durante qualquer discurso de Biden pode haver uma dúzia de momentos que façam com que os assessores de imprensa se assustem, e incitem os repórteres a se voltarem um para o outro com diversão e confusão". A revista Time escreveu que Biden muitas vezes vai longe demais e que "juntamente com a mistura familiar de Washington de carência e excesso de confiança, o cérebro de Biden está ligado a mais do que a quantidade usual de bobagem".
Em 6 de setembro, Biden foi oficialmente designado pela Convenção Nacional Democrata de 2012 como candidato à vice-presidência. Em meados de outubro, enfrentou o candidato a vice-presidente republicano, o representante Paul Ryan, no único debate vice-presidencial de 2012. Biden fez uma defesa emocional e agressiva do histórico do governo Obama e atacou energicamente a chapa republicana, em um esforço para recuperar o ímpeto de campanha perdido pelo desempenho desfocado de Obama no primeiro debate contra o candidato republicano Mitt Romney na semana anterior. Em 6 de novembro, Obama e Biden foram reeleitos com 332 votos no Colégio Eleitoral, com vantagem de 51-47% sobre Romney-Ryan no voto popular.

### Segundo mandato

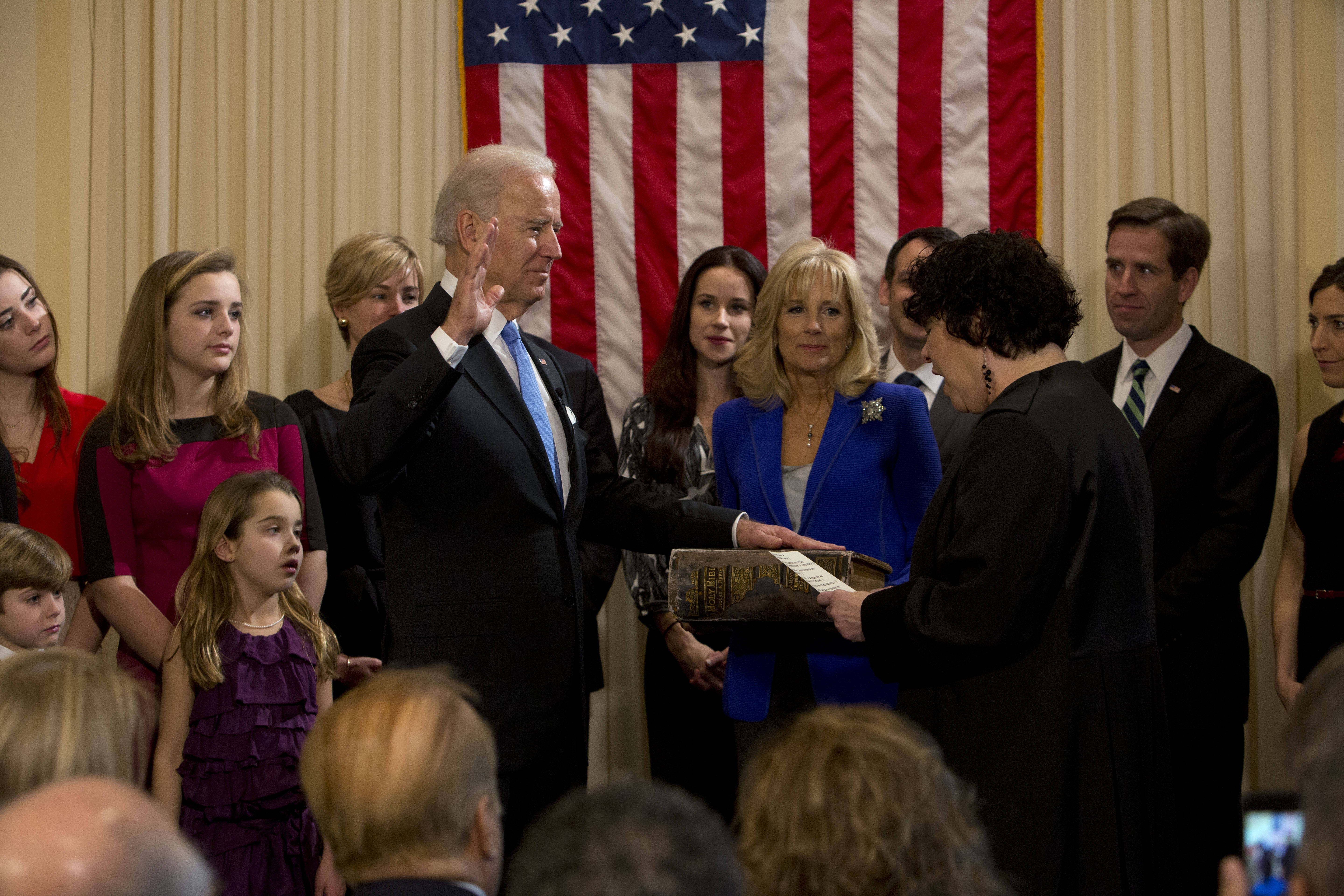
Biden sendo empossado para seu segundo mandato por Sonia Sotomayor, associada de Justiça, em 20 de janeiro de 2013

Em dezembro de 2012, Biden foi nomeado por Obama para liderar a Força-Tarefa contra a Violência com Armas de Fogo, criada para tratar das causas da violência com armas de fogo nos Estados Unidos após o tiroteio na escola primária de Sandy Hook. Mais tarde naquele mês, durante os últimos dias antes do país cair no "abismo fiscal", o relacionamento de Biden com McConnell mais uma vez se mostrou importante, pois os dois negociaram um acordo que levou à aprovação da Lei Americana de Socorro ao Contribuinte no início de 2013, que tornou permanente a maior parte dos cortes de impostos de Bush, mas aumentou as taxas para os níveis de renda mais altos. Em 20 de janeiro, Biden foi empossado para seu segundo mandato como vice-presidente em uma pequena cerimônia realizada em sua residência oficial, com o juramento sendo administrado pela associada de Justiça Sonia Sotomayor (uma cerimônia pública ocorreu em 21 de janeiro). Biden continuou liderando a força-tarefa contra a violência com armas de fogo, e Obama acabou assinando ordens executivas para controlar a venda de armas após suas propostas legislativas serem derrotadas pelos congressistas.

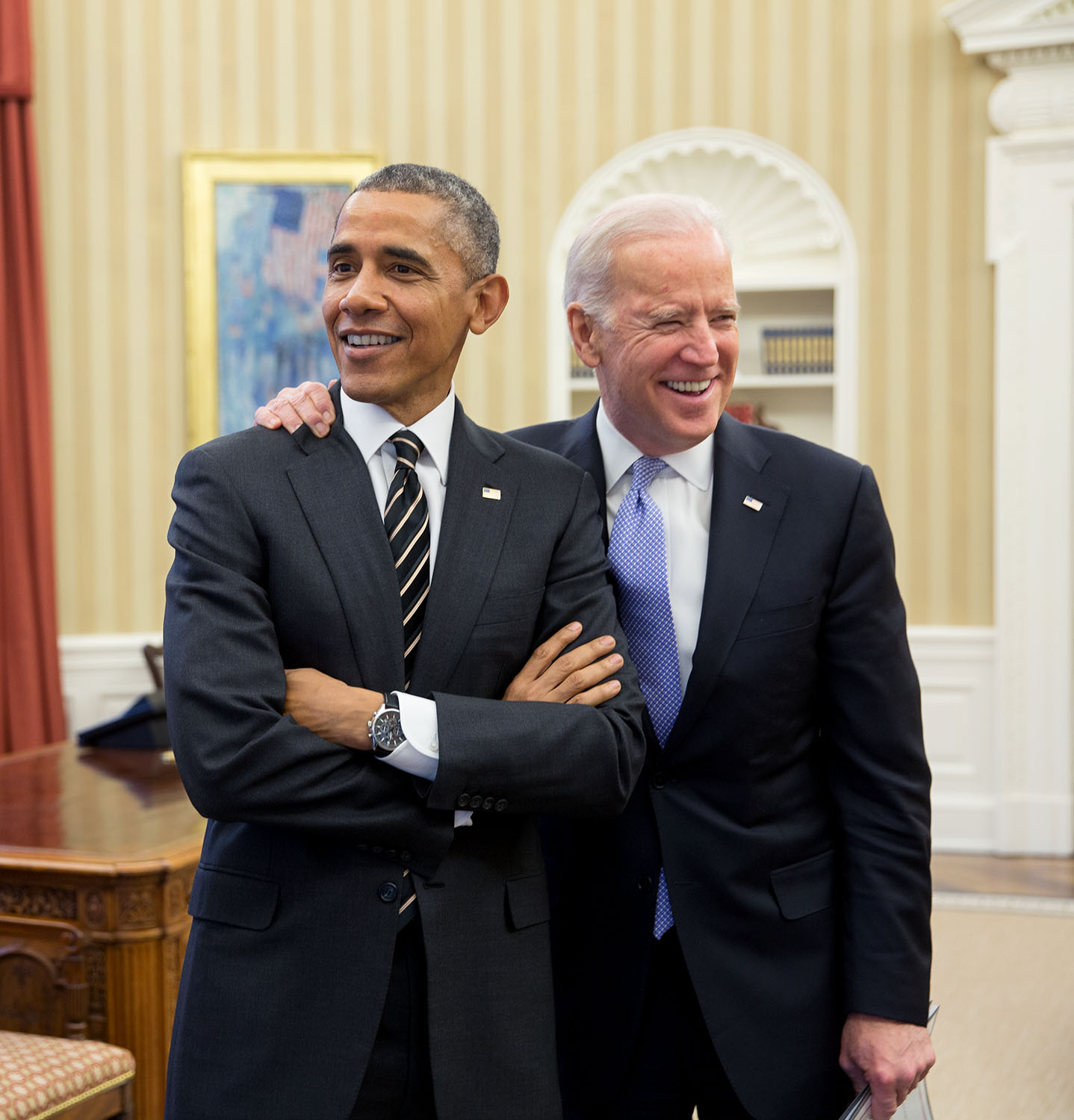
Obama e Biden no Salão Oval, em 2015

Durante as discussões que levaram à aprovação, em outubro de 2013, da lei que interrompeu a paralisação do governo federal e a crise do teto da dívida dos Estados Unidos, Biden desempenhou um papel pouco significativo. À época, o líder da maioria no Senado, Harry Reid, e outros líderes democratas tiraram o vice-presidente de quaisquer negociações diretas com o Congresso pois achavam que Biden havia feito muitas concessões aos republicanos e esquecido das prioridades democratas nas negociações anteriores.
A Lei de Violência Contra as Mulheres de Biden foi novamente autorizada em 2013, levando a um maior desenvolvimento da criação do Conselho da Casa Branca sobre Mulheres e Meninas, iniciado no primeiro mandato, bem como a Força-Tarefa da Casa Branca para Proteger os Alunos da Agressão Sexual, iniciada em janeiro de 2014 com Biden e a conselheira Valerie Jarrett como co-presidentes. Nesta função, Biden trabalhou para combater a violência sexual nas universidades e proferiu discursos contra o abuso sexual, incluindo no Oscar 2016, onde afirmou: "podemos e devemos mudar a cultura para que nenhuma mulher ou homem abusados sintam que precisam se perguntar "o que eu fiz"? Eles não fizeram nada de errado".
Biden foi favorável ao armamento de combatentes rebeldes da Síria. Quando Iraque se desintegrou durante o ano de 2014, o plano de Biden de federalizar o país novamente recebeu atenção, com alguns observadores sugerindo que estava certo o tempo todo. À época, disse que os Estados Unidos seguiriam o Estado Islâmico do Iraque e do Levante "às portas do inferno".

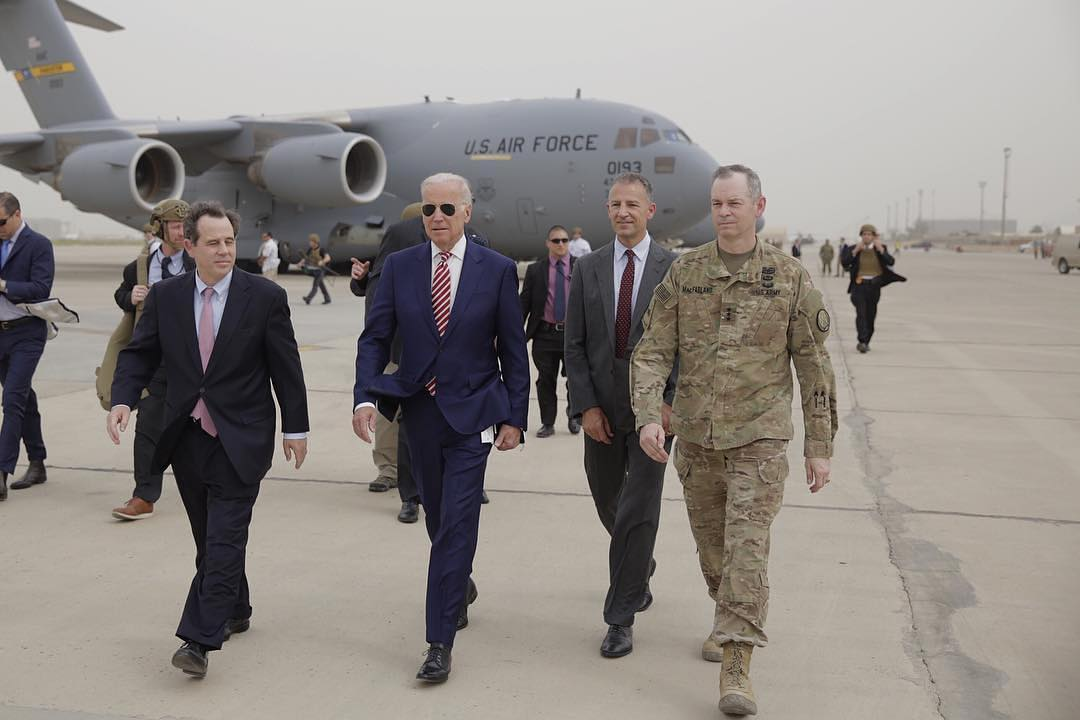
Biden visitando o Iraque em 2016

Em 2015, durante a cerimônia de posse dos senadores, conduzidas por Biden na qualidade de presidente do Senado, além de uma série de eventos, os quais o vice-presidente colocava as mãos em mulheres e meninas, ou conversava próxima a elas, atraiu a atenção da imprensa e das mídias sociais. Em um caso, o senador Chris Coons (D-DE) declarou que sua filha "não acha que o vice-presidente é assustador". Em outro, Stephanie Carter, esposa do secretário de Defesa, Ash, mais tarde disse que uma foto dela com Biden havia sido "enganosamente extraída", não tendo passado de um momento em que "amigos íntimos" contavam piadas.
Por boa parte de seu segundo mandato, Biden disse estar preparado para disputar a indicação presidencial democrata em 2016. Com sua família, muitos amigos e doadores encorajando-o em meados de 2015 a entrar na disputa, e com os índices de favorabilidade de Hillary em declínio, considerou seriamente a ideia. Em 21 de outubro de 2015, discursando no Roseiral da Casa Branca ao lado de Obama e de sua esposa, anunciou que não concorreria à presidência, em parte por conta da morte de seu filho Beau, ocorrida poucos meses antes. Após Hillary ganhar a indicação, Biden endossou-a e fez campanha em seu favor, criticando o candidato republicano Donald Trump.
Durante seus dois mandatos, Biden não desempatou nenhuma votação no Senado, fazendo dele o vice-presidente com mandato de maior duração a não fazê-lo. Em boa parte do segundo mandato, as pesquisas de opinião indicavam que Biden possuía maior desaprovação do que aprovação. No entanto, ao final do mandato, sua aprovação subiu, chegando a alcançar 61% de aprovação em pesquisa da Gallup realizada em janeiro de 2017.

## Pós-vice-presidência

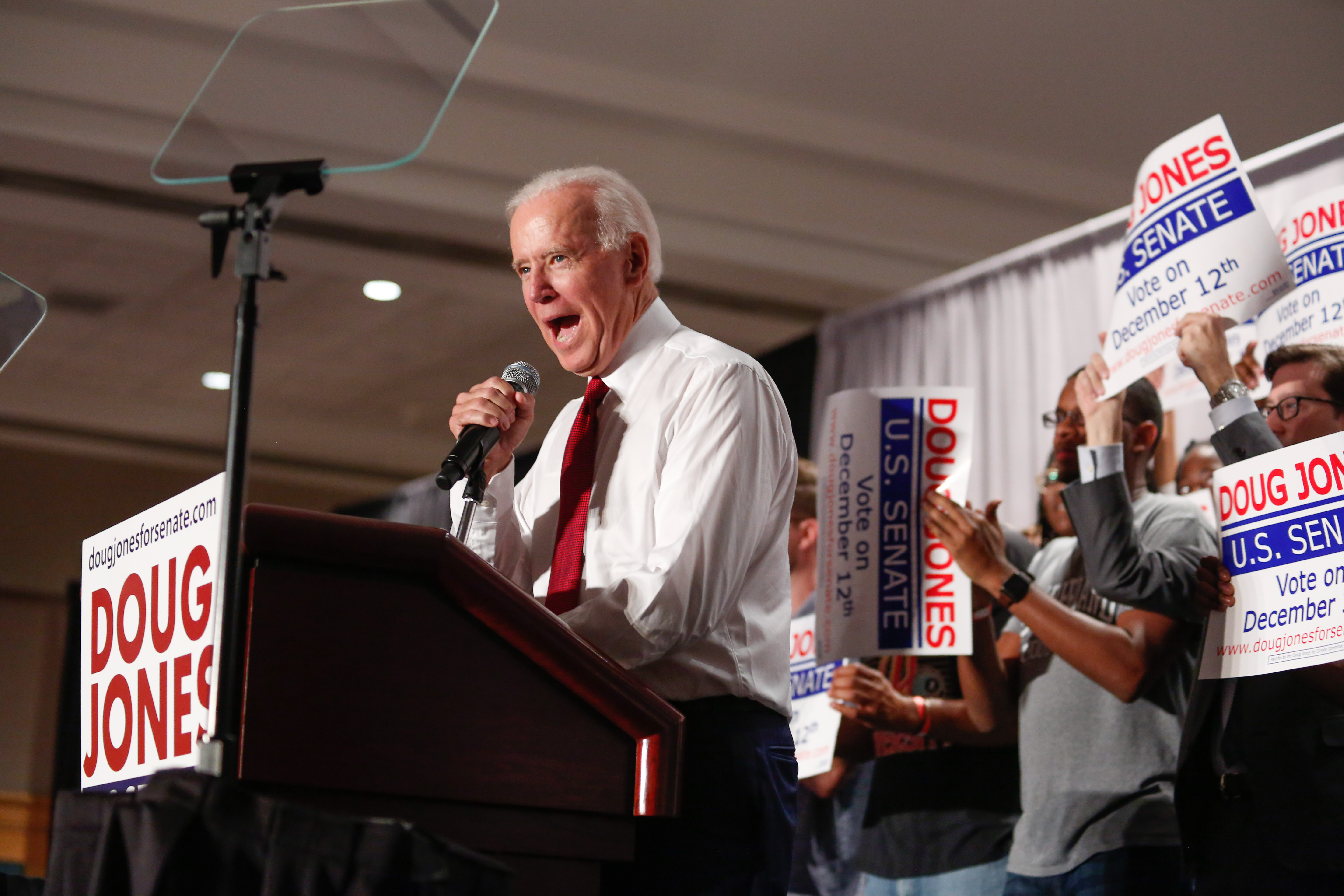
Biden discursando em evento de campanha de Doug Jones, em 2017

Em 2017, Biden foi nomeado o professor de Prática Presidencial Benjamin Franklin da Universidade da Pensilvânia, onde pretendia se concentrar em política externa, diplomacia e segurança nacional enquanto liderava o Centro Penn Biden de Diplomacia e Engajamento Global. Também queria combater o câncer, uma tarefa que chamou de "a única coisa bipartidária deixada na América". Quando o senador McCain faleceu em agosto de 2018 vitimado pelo mesmo câncer de Beau, Biden proferiu um tributo em seu funeral.
Biden manteve um discurso crítico em relação ao presidente Trump e suas políticas. Em maio de 2017, defendeu o Acordo de Paris e criticou a posição do governo republicano quanto ao aquecimento global. Naquele ano, também criticou a proposta republicana de revogar o Obamacare, a separação de famílias imigrantes na fronteira e defendeu os direitos LGBT, denunciando o tratamento que as autoridades da Chechênia estavam dando para os homossexuais.
Em 2019, um total de sete mulheres alegaram que Biden manteve contatos físicos inadequados com elas. A primeira, a ex-legisladora estadual Lucy Flores, de Nevada, acusou Biden de tê-la beijado na parte de trás de sua cabeça sem seu consentimento, o que em sua opinião o desqualificaria de disputar a presidência em 2020. Nos dias seguintes, outras mulheres fizeram alegações semelhantes; uma delas disse que Biden colocou a mão em sua coxa. Biden descreveu a si mesmo como um "político tátil" e admitiu que esse comportamento lhe causou problemas no passado. No início de abril de 2019, divulgou um vídeo em que prometeu ser "consciente" em relação ao contato físico e a respeitar o "espaço" das mulheres, mas não se desculpou.

### Campanha à presidência em 2020

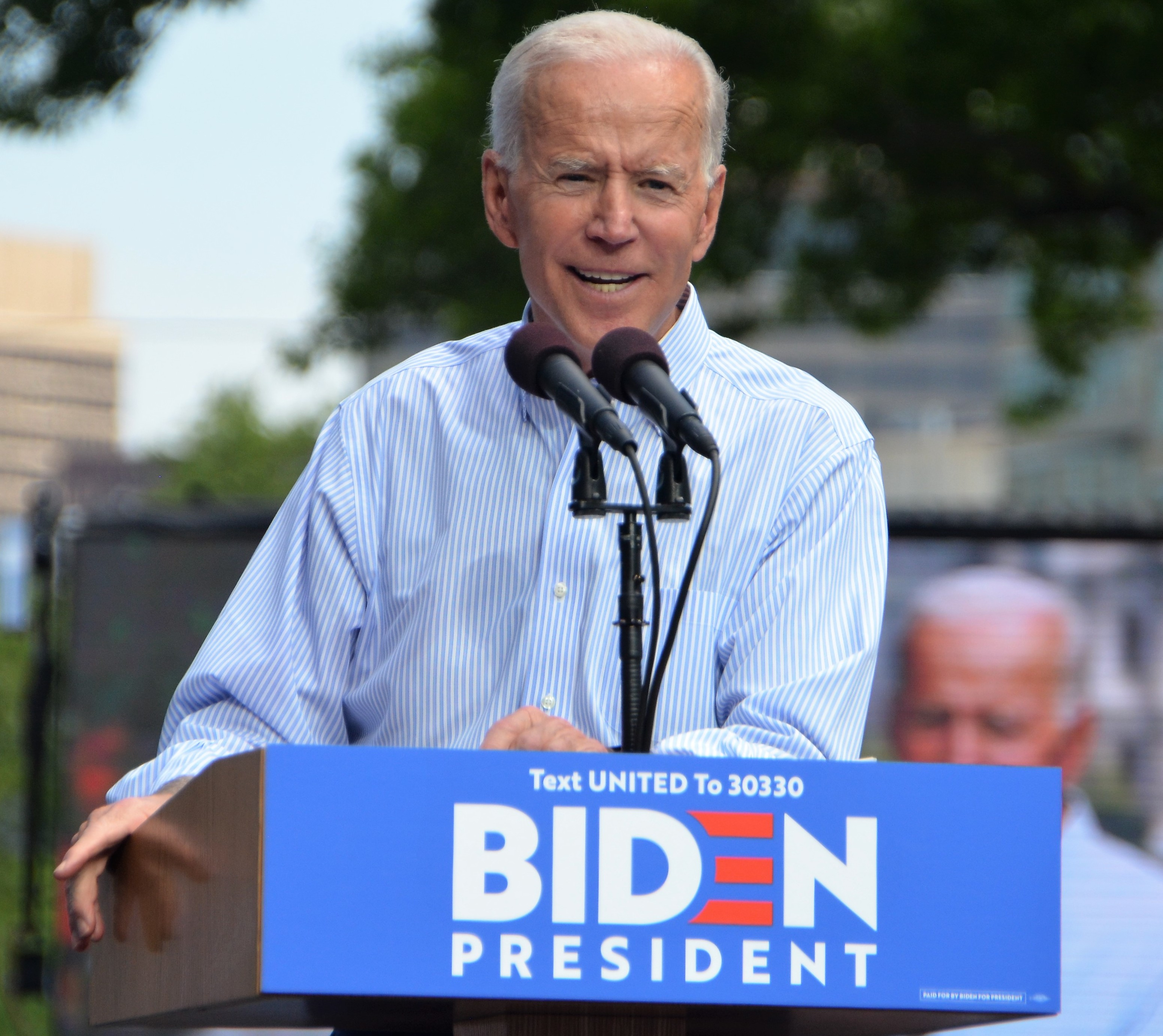
Biden em evento de sua campanha à presidência em 2020 na Pensilvânia, em maio de 2019

Em dezembro de 2016, durante uma visita ao Senado, Biden se recusou a descartar uma candidatura à presidência na eleição presidencial de 2020. No mesmo mês, enquanto participava do programa The Late Show with Stephen Colbert, afirmou que "nunca diria nunca" quanto a uma candidatura em 2020, mas reconheceu que não via um cenário em que voltaria a se candidatar a um cargo eletivo. Uma semana antes de deixar a vice-presidência, afirmou: "Eu não vou concorrer à presidência em 2020, mas estou trabalhando para curar o câncer". Poucos dias depois, entretanto, recuou, dizendo que seria candidato "se pudesse andar". Em janeiro de 2018, o comitê de ação política "Hora de Biden" foi formado para incentivá-lo a concorrer à presidência em 2020.
Nas eleições de meio de mandato de 2018, Biden endossou e fez campanha para diversos candidatos democratas. Em outubro, afirmou esperar que os democratas não buscassem o impeachment de Trump se retomassem o controle da Câmara dos Representantes, alegando que "não há uma base para fazer isso agora". Biden temia que outra candidatura pudesse atingir sua família e reputação, bem como pelas dificuldades em arrecadar dinheiro e percepções sobre sua idade e o relativo centrismo. Por outro lado, o "senso de dever" que dizia sentir, ofensa à presidência de Trump, a falta de experiência em política externa dos demais candidatos democratas e o medo de que nenhum deles pudessem derrotar Trump eram fatores que lhe incentivavam a concorrer. Em 25 de abril de 2019, anunciou sua candidatura à presidência, e no mês seguinte definiu a Filadélfia como a cidade-sede de sua campanha.
Em setembro de 2019, foi relatado que Trump estava pressionando o presidente ucraniano Volodymyr Zelensky a investigar supostas irregularidades de Biden e seu filho Hunter Biden. Trump e seus aliados acusaram falsamente Biden de demitir o procurador-geral ucraniano, pois estava investigando ostensivamente a Burisma Holdings, que empregou Hunter. Apesar das alegações, não havia nenhuma evidência produzida de qualquer irregularidade por parte dos Biden. Em 2015, Biden pressionou o parlamento ucraniano a destituir o procurador-geral pois os EUA, a União Europeia e outras organizações internacionais o consideravam corrupto e ineficaz, e em particular não estava investigando assertivamente a Burisma. Como parte de uma política norte-americana, o país reteve um bilhão de dólares em ajuda aos ucranianos. A pressão para investigar os Biden foi amplamente interpretada pela mídia como uma tentativa de prejudicar suas chances de ganhar a eleição, o que resultou em um escândalo político e consequente impeachment do presidente pela Câmara dos Representantes — Trump foi absolvido pelo Senado.

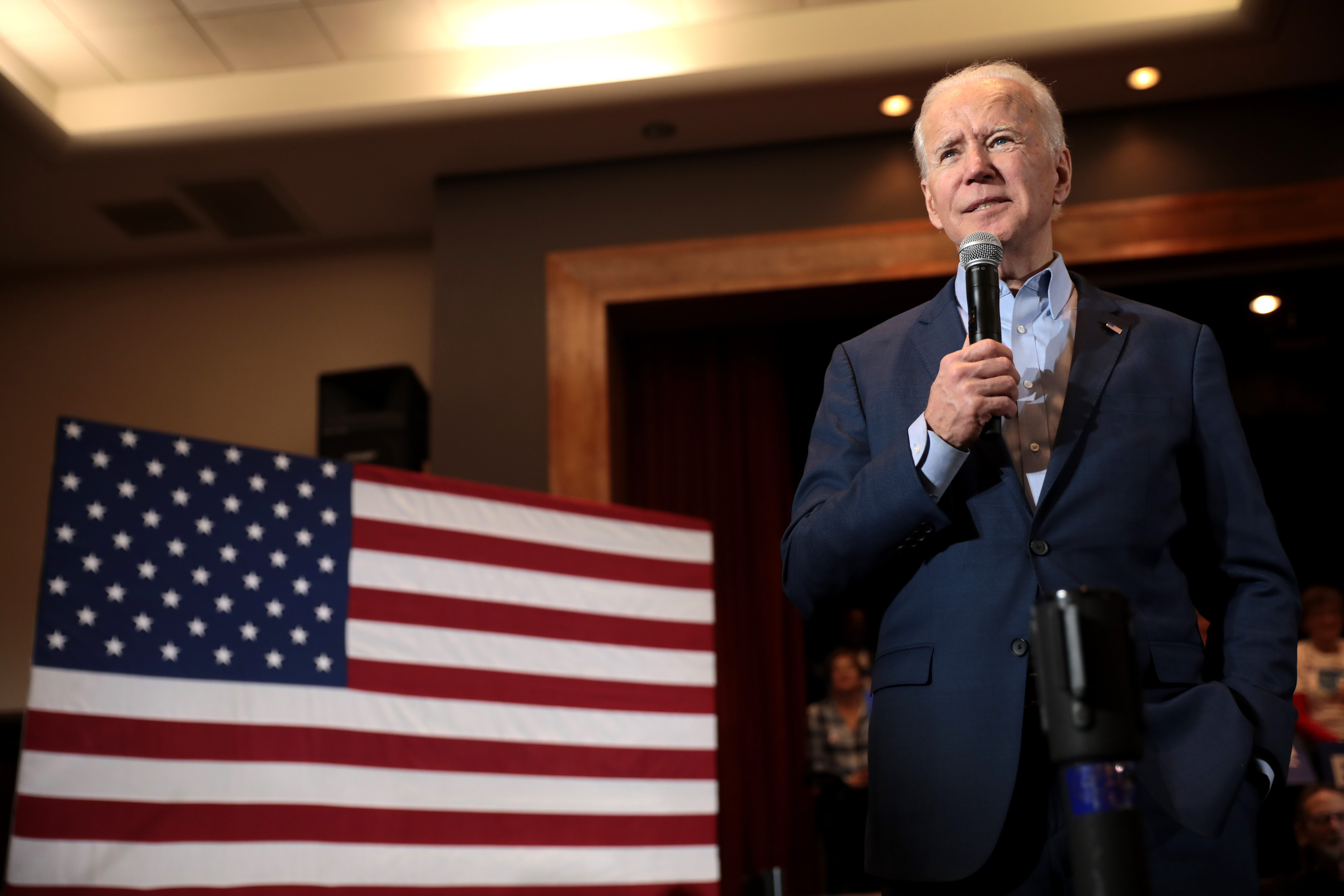
Biden em Henderson, Nevada, em fevereiro de 2020

Ao longo de 2019, Biden liderou as pesquisas de opinião contra seus rivais democratas e foi amplamente considerado o favorito para ganhar indicação do partido. No entanto, após obter resultados decepcionantes nas prévias de Iowa e Nova Hampshire no início de 2020, Bernie Sanders passou a ser considerado favorito e Biden chegou a ser ultrapassado por Michael Bloomberg nas pesquisas. Em 29 de fevereiro, venceu a primária da Carolina do Sul por uma grande margem e buscou frisar a mensagem de que era a alternativa mais forte contra Sanders e o candidato mais viável na eleição geral contra Trump. Em 2 de março, poucas horas antes da Super Terça, recebeu o endosso de Amy Klobuchar e Pete Buttigieg, ambos presidenciáveis moderados que haviam desistido de suas candidaturas. Biden acabou vencendo em 10 dos 14 estados da Super Terça, obtendo mais votos populares e delegados. No dia seguinte, atraiu o endosso de Bloomberg que, após optar por desistir de sua candidatura, afirmou que Biden era o candidato mais forte contra Trump. Avaliando os resultados, a CNN afirmou que Biden conseguiu uma "volta por cima histórica e inacreditável na política", observando: "Biden não tinha dinheiro, propaganda, organização e nem fez visitas a metade dos estados que ganhou".
Biden consolidou sua liderança nas primárias ocorridas após a Super Terça. Em meados de março, Biden comprometeu-se a, caso fosse designado como candidato democrata, escolher como sua companheira de chapa uma mulher. Logo depois, os esforços para conter a pandemia de COVID-19 deram uma "pausa" às prévias democratas, com vários estados postergando a realização de suas primárias — inclusive a própria convenção do partido. Enquanto isso, Sanders afirmou que usaria tal período para refletir sobre sua permanência na disputa. Em 8 de abril, Sanders anunciou a desistência de sua candidatura, fazendo de Biden o presumível candidato democrata a presidente. Em 6 de junho, atingiu formalmente o número de delegados necessários para garantir a indicação democrata. Ao escolher sua candidata à vice-presidência, optou pela senadora Kamala Harris, a primeira mulher negra a ser indicada para este cargo na chapa de um grande partido político do país. Em 18 de agosto, foi formalmente designado o candidato democrata a presidente durante a Convenção Nacional Democrata.
No decorrer da campanha contra Trump, Biden liderou as pesquisas de opinião realizadas. Ambos os presidenciáveis participaram de dois debates nos meses de setembro e outubro. O término da votação ocorreu em 3 de novembro, mas diante da quantidade de votos antecipados, a apuração demorou alguns dias e a eleição de Biden como presidente foi projetada em 7 de novembro. O democrata conquistou 306 votos no Colégio Eleitoral, superando os 232 de Trump. Na votação popular, Biden venceu com 51,3% a 46,9% de Trump, recebendo mais de 81,2 milhões de votos, a maior quantidade de votos registrada por um presidenciável na história do país. Foi a primeira vez desde a eleição de 1992 que um presidente não foi reeleito, com Biden ganhando a maior fatia de voto popular para um opositor a um presidente incumbente desde 1932.

## Presidente dos Estados Unidos

### Transição, formação do gabinete e posse

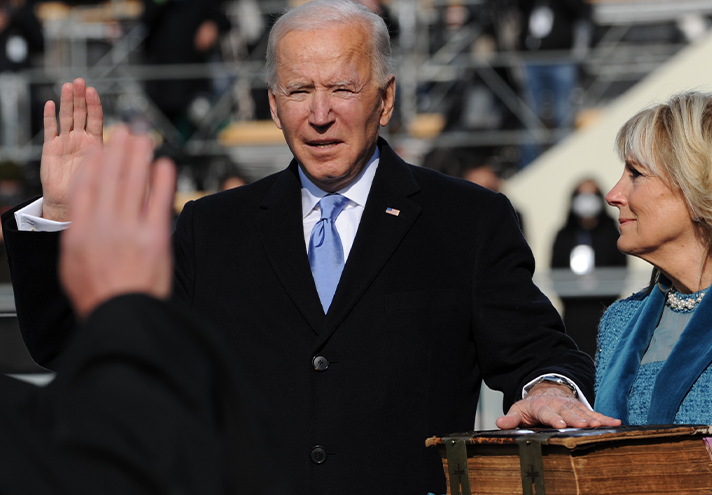
Biden sendo empossado presidente dos Estados Unidos, em 20 de janeiro de 2021

A transição de poder foi bastante tumultuada diante da recusa de Trump em admitir a derrota. O presidente fez uma série de alegações infundadas sobre fraudes e buscou reverter os resultados nos estados em que foi derrotado, desde ingressando com dezenas de ações judiciais a recontagens. Seus esforços, contudo, não foram exitosos. No final de novembro, a Administração dos Serviços Gerais reconheceu que Biden era o "aparente vencedor da eleição" e, em meados de dezembro, o Colégio Eleitoral confirmou sua vitória. Apesar disso, Trump ainda se recusou a admitir a vitória do rival e demandou que os congressistas anulassem os resultados do Colégio Eleitoral. Em 6 de janeiro, uma multidão de apoiadores de Trump, incitada por ele, invadiu o Congresso, suspendendo a certificação dos resultados e causando a morte de cinco pessoas. O episódio foi classificado por Biden como uma insurreição, levando ao segundo impeachment de Trump, que por fim reconheceu sua derrota.
No período de transição, Biden afirmou que seu governo teria quatro prioridades iniciais: COVID-19, racismo, mudanças climáticas e a economia. Criou um Conselho Consultivo para a COVID-19 para substituir a força tarefa de Trump e prometeu uma resposta maior do governo federal à pandemia, anunciando um pacote de estímulos de 1,9 trilhão de dólares. Na formação de seu governo, nomeou o gabinete presidencial com mais mulheres e racialmente diverso da história do país, com metade sendo formada por pessoas de cor. Entre os escolhidos, nomeou Antony Blinken como secretário de Estado, Janet Yellen como secretária do Tesouro, Merrick Garland como procurador-geral, Alejandro Mayorkas como secretário de Segurança Interna, Deb Haaland como secretária do Interior, Pete Buttigieg como secretário dos Transportes e Avril Haines como diretora de Inteligência Nacional.
Biden foi empossado como o 46.º presidente dos Estados Unidos em 20 de janeiro de 2021, tornando-se, aos 78 anos de idade, o mais velho a ocupar o cargo (até aquele momento), bem como o segundo católico (junto com John F. Kennedy) e o primeiro de Delaware.

### Primeiros cem dias

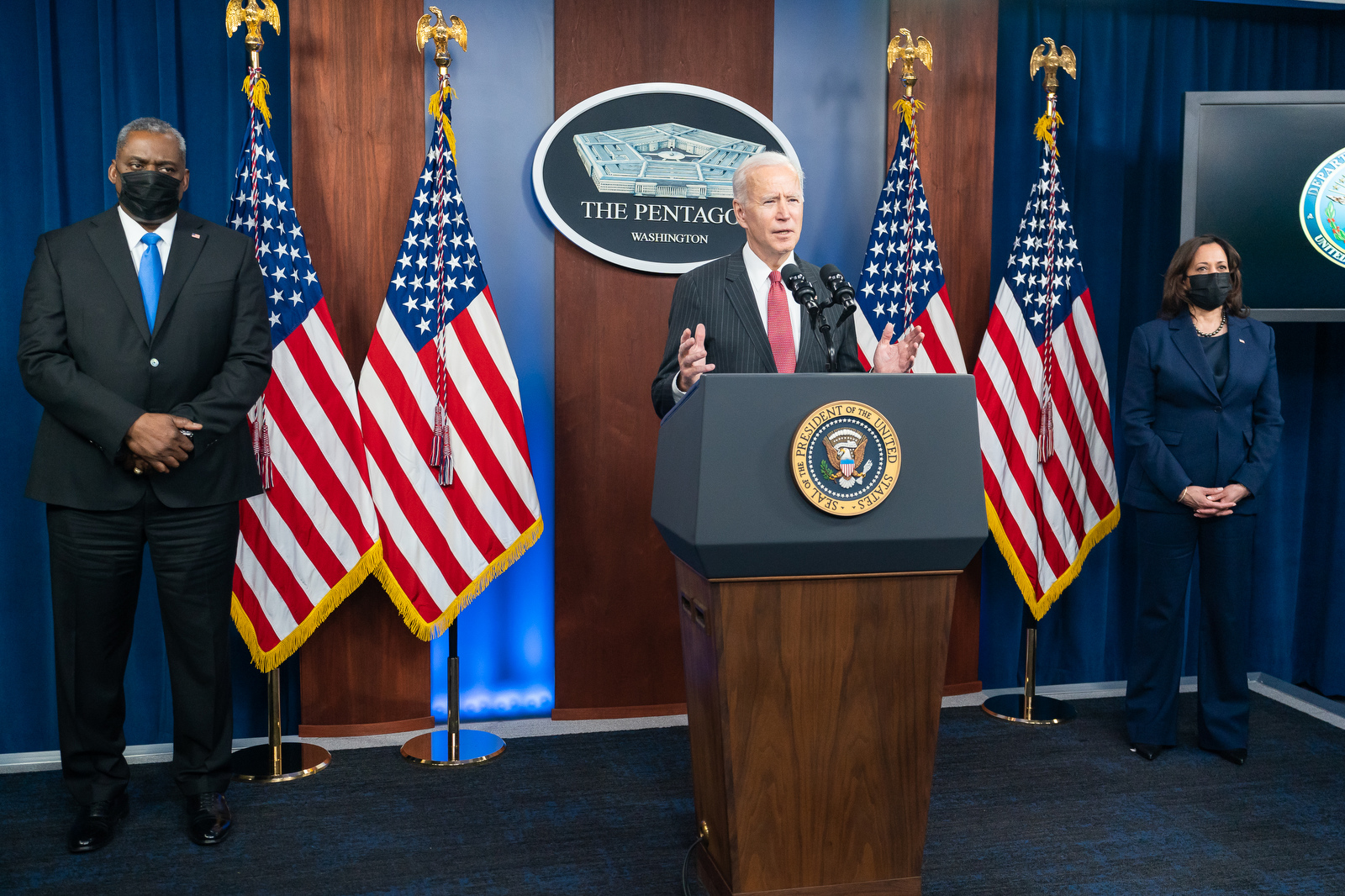
O presidente Biden com sua vice-presidente Kamala Harris e o Secretário de Defesa Lloyd Austin, em 10 de fevereiro de 2021.

No seu primeiro dia no cargo, Biden assinou dezessete ordens executivas, abordando o requerimento de máscaras faciais em prédios e propriedades do governo federal, a reentrada dos Estados Unidos no Acordo Climático de Paris, o encerramento do decreto de estado de emergência na fronteira com o México e a autorização para reentrada do país na Organização Mundial da Saúde. Também revogou a Ordem Executiva 13769, permitindo a entrada de pessoas provenientes de alguns países com maiorias muçulmanas.
O presidente Trump, que estava deixando o cargo, abandonou várias tradições realizadas durante a transição, sendo o primeiro presidente em 150 anos a não comparecer a posse do seu sucessor ou sequer reconhecer que havia perdido a eleição e concedido a derrota, atrapalhando a transição política. Porém, cumpriu uma tradição ao deixar uma carta na mesa do presidente no Salão Oval. O presidente Biden afirmou que a carta era "bem generosa", mas disse que não comentaria publicamente sobre seu conteúdo por respeito a Trump até que pudesse ter uma conversa com seu antecessor.

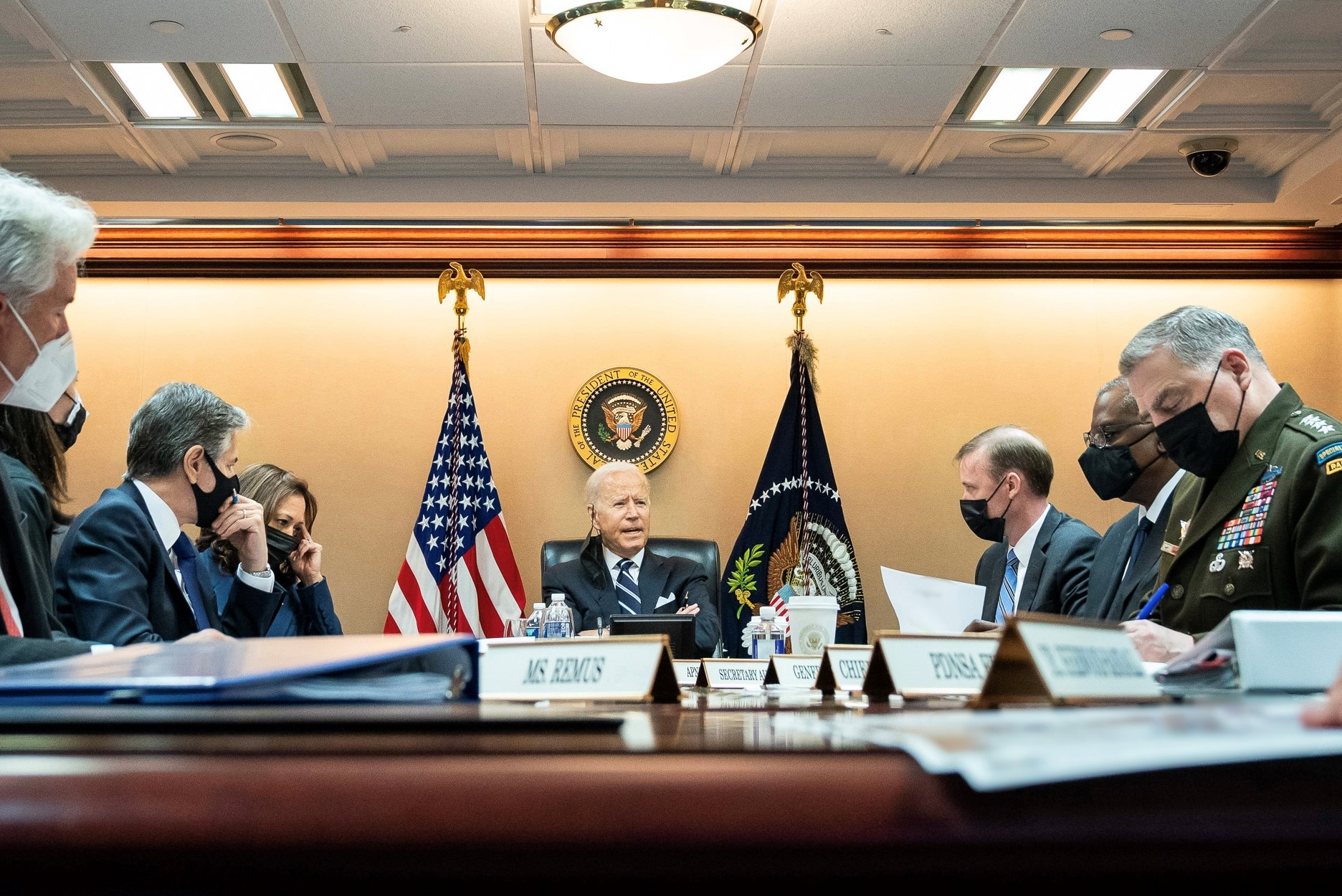
Biden se reunindo com sua equipe de segurança nacional, em agosto de 2021, a respeito da situação no Afeganistão

Ao mesmo tempo que Biden exortou o Congresso a passar legislações na área econômica e de infraestrutura, o presidente continuou a fazer uso de ordens executivas para desfazer várias políticas de seu predecessor. Nas suas primeiras duas semanas na presidência, Biden assinou mais ordens executivas que o presidente Franklin D. Roosevelt o fez no seu primeiro mês todo no cargo. Em março de 2021, o governo Biden conquistou sua primeira vitória legislativa, passando pelo Congresso o chamado American Rescue Plan, um pacote de 1,9 trilhões de dólares. Nenhum republicano em ambas as casas do Congresso votou a favor do plano. Este pacote visava sanar os problemas financeiros de autoridades locais, liberou bilhões para distritos e cidades pagarem funcionários e reabrirem as escolas em meio a pandemia de COVID-19, expandia o seguro-desemprego, dava auxílio financeiro à pequenas empresas e, num dos pontos mais relevantes da matéria, garantiu uma ajuda direta para os americanos de classe média e baixa no valor de 1 400 dólares mensais.
Em 28 de abril, ao completar cem dias na presidência, Biden fez seu primeiro discurso no Congresso perante ambas as casas do legislativo, onde chamou a atenção para expansão da vacinação contra o COVID e outras medidas contra a pandemia, salientando que seu governo havia cumprido a promessa de vacinar 200 milhões de americanos nos seus primeiros cem dias no cargo. O presidente reafirmou que os Estados Unidos voltariam a apoiar seus aliados no exterior, deteria a expansão da influência chinesa e reiterou sua decisão de encerrar a guerra no Afeganistão, ao retirar as forças americanas de lá (que foi completada em agosto de 2021). Por fim, também comentou sobre o assassinato de George Floyd e a busca por justiça social e racial e as consequências da invasão do Capitólio, ao mesmo tempo que exortou o Congresso a passar legislações a respeito de imigração, controle de armas, reforma no sistema de saúde e infraestrutura.

### Economia e política interna

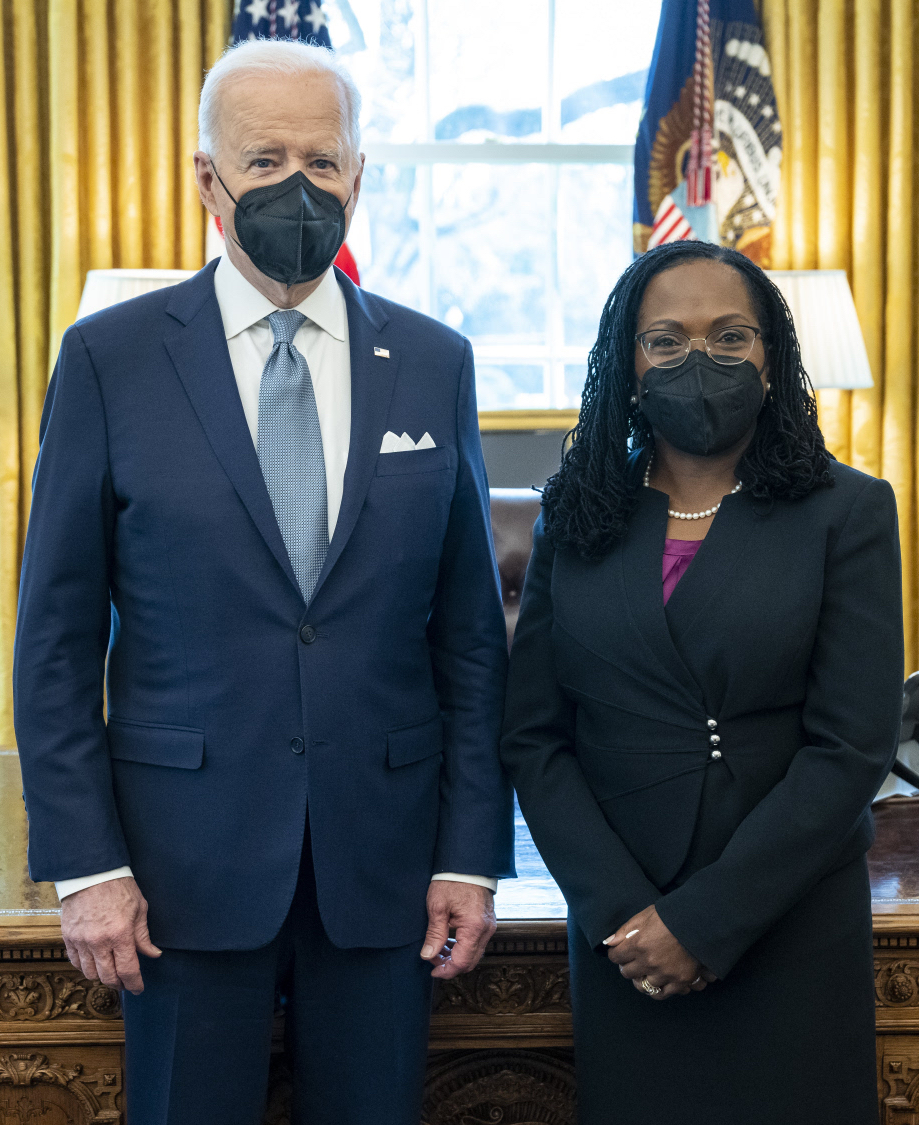
O Presidente Biden com a juíza Ketanji Brown Jackson, sua primeira nomeação para a Suprema Corte.

Biden assumiu a presidência no contexto da parte final da recessão causada pela pandemia de COVID-19 e ele centrou suas políticas domésticas no seu primeiro ano no cargo para aliviar a pressão sobre os americanos e a economia. Seus primeiros doze meses no cargo foram caracterizados por um crescimento robusto do PIB (a melhor performance em 37 anos), queda no desemprego, aumento dos salários e recuperação do mercado de ações, em meio a inflação significativamente elevada. No final de 2021, a inflação chegou a atingir a faixa de 7,1% ao ano, a maior marca em quase quarenta anos, que foi parcialmente compensada pelo maior crescimento salarial em pelo menos vinte anos. O crescimento da renda e o aumento na oferta de emprego foi particularmente forte nas classes sociais mais baixas.
Como parte da sua agenda econômica chamada de Build Back Better, no final de março de 2021, Biden propôs o que ele chamou de American Jobs Plan, um pacote de dois trilhões de dólares abordando diversas questões, incluindo infraestrutura de transporte, serviços públicos, internet de banda larga, habitação, escolas, manufatura, pesquisa e desenvolvimento da força de trabalho. Seus planos, contudo, enfrentaram enorme resistência no Congresso. Após meses de negociações entre Biden e o legislativo, em agosto de 2021, o Senado aprovou uma lei de infraestrutura bipartidária de um trilhão de dólares chamada de Infrastructure Investment and Jobs Act, com a Câmara dos Representantes passando a lei em novembro. Embora bem menor em escala, este novo plano cobria áreas de infraestrutura relacionadas a transporte, serviços públicos e banda larga.
Em 17 de junho de 2021, Biden assinou uma lei que oficialmente declarou o "Juneteenth" como um feriado federal. Embora no primeiro semestre de 2021 os Estados Unidos tenham gozado de altos índices de vacinação contra a COVID-19, a partir de julho os números começaram a estagnar em volta dos 65%, com a nova variante SARS-CoV-2 Delta se espalhando rapidamente. Biden afirmou que o país estava passando pela "pandemia dos não vacinados" e que, portanto, era "gigantemente importante" que os americanos fossem vacinados, ressaltando a eficácia das vacinas contra hospitalizações e mortes por COVID-19. Ele também criticou a prevalência da desinformação na pandemia de COVID-19 nas mídias sociais, afirmando que ela "matava pessoas".
Apesar de relativamente popular no começo do seu mandato, em 2022 seus números nas pesquisas de opinião declinaram acentuadamente. Assim, o presidente fez esforços para mudar sua imagem pública depois de entrar no ano com baixos índices de aprovação, mas eles continuaram caindo, chegando a aproximadamente 40% nas pesquisas agregadas até fevereiro. O declínio de seus índices de aprovação foi atribuído à desastrosa retirada do Afeganistão, aumento nas hospitalizações de COVID devido a variante Delta, alta da inflação e preços da gasolina, desordem dentro do Partido Democrata e um declínio geral na popularidade habitual na política.

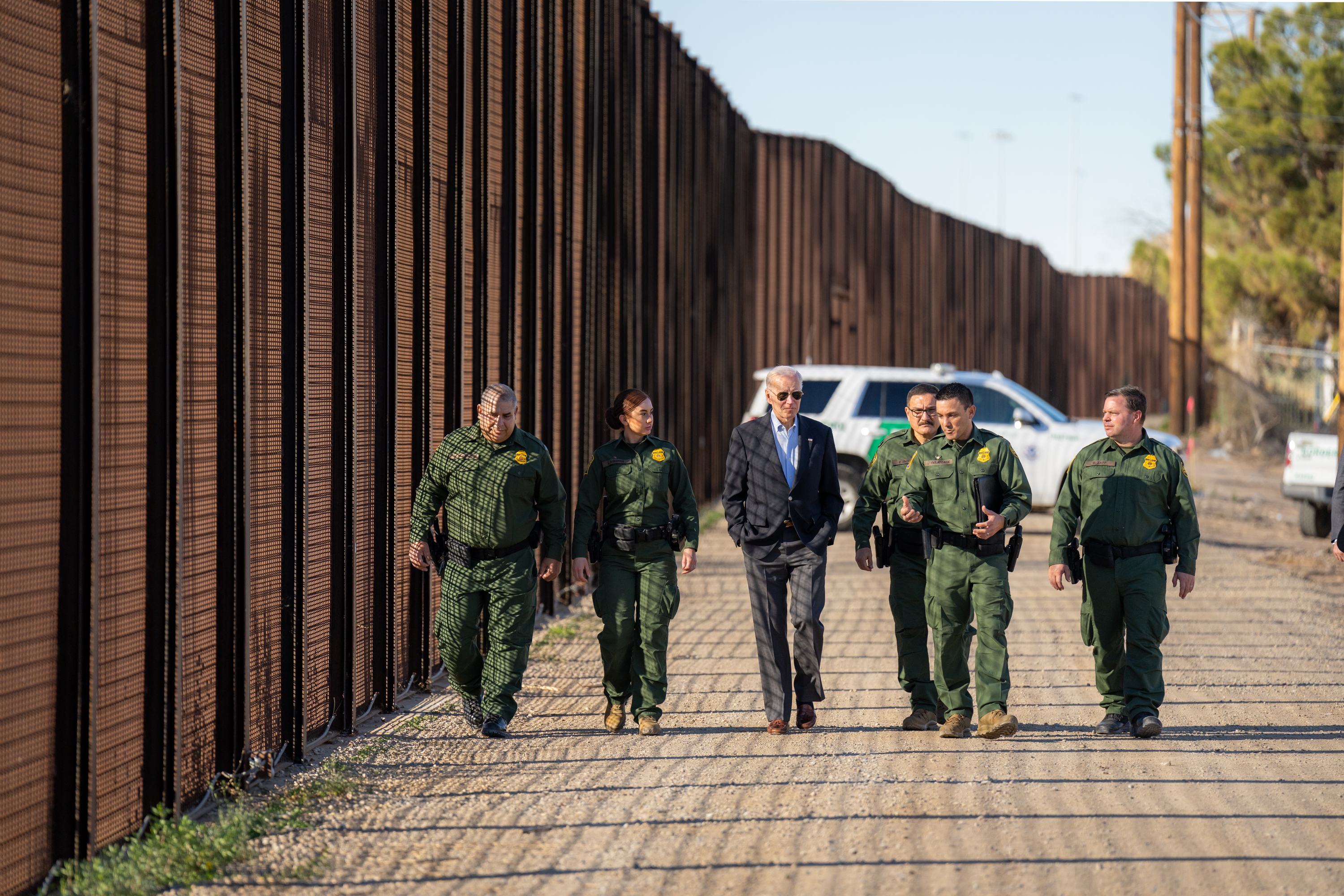
Biden visitando agentes da patrulha de fronteira no sul dos Estados Unidos, em janeiro de 2023.

Em janeiro, o Juiz Stephen Breyer, um liberal moderado nomeado por Bill Clinton, anunciou que renunciaria sua posição na Suprema Corte. Durante sua campanha em 2020, Biden afirmou que nomearia uma mulher negra se uma vaga fosse aberta para a Suprema Corte, uma promessa que ele reiterou após o anúncio da aposentadoria de Breyer. Em fevereiro, o presidente anunciou a nomeação de Ketanji Brown Jackson para a mais alta corte do país. O senado confirmou a nomeação dela, em 7 de abril, com o voto de três republicanos. Além disso, ao final de 2021, Biden já havia nomeado mais de quarenta juízes para cortes federais, sendo o presidente com o maior número de apontamentos judiciais confirmados no seu primeiro ano no cargo desde Ronald Reagan em 1981.
Em 12 de setembro de 2023, o então presidente da Câmara, Kevin McCarthy, iniciou um inquérito formal de impeachment contra Biden, dizendo que as recentes investigações da Câmara "pintam um quadro de corrupção" por parte dele e de sua família. As investigações do Congresso, feitas ao longo do ano de 2023, realizadas principalmente pelo comitê de supervisão da Câmara (sob controle da oposição republicana), não descobriram nenhuma evidência de irregularidades cometidas por Biden. Em 13 de dezembro de 2023, a Câmara dos Representantes votou por 221 a 212 (dentro das linhas partidárias) para formalizar um inquérito de impeachment contra Biden.
Biden deixou a presidência, em janeiro de 2025, com um índice de aprovação de 39%, segundo pesquisa da CNN. Cerca de 50% do eleitorado americano reprovava a sua gestão, especialmente em questões econômicas, política externa e imigração. Segundo a pesquisa, para cerca de 61% dos americanos, a presidência de Biden foi vista como um fracasso, com apenas 38% a vendo como um sucesso. Esse resultado ficou bem abaixo de duas gestões amplamente reconhecidas como bem-sucedidas, dos também democratas Bill Clinton, que foi considerada um sucesso por 68% da população em 2000, e Barack Obama, avaliada positivamente por 65% do eleitorado no início de 2017. O mandato de Biden supera o de George W. Bush, cuja administração foi vista mais como um fracasso do que um êxito por 68% dos americanos ao deixar o cargo em 2009.

### Política externa

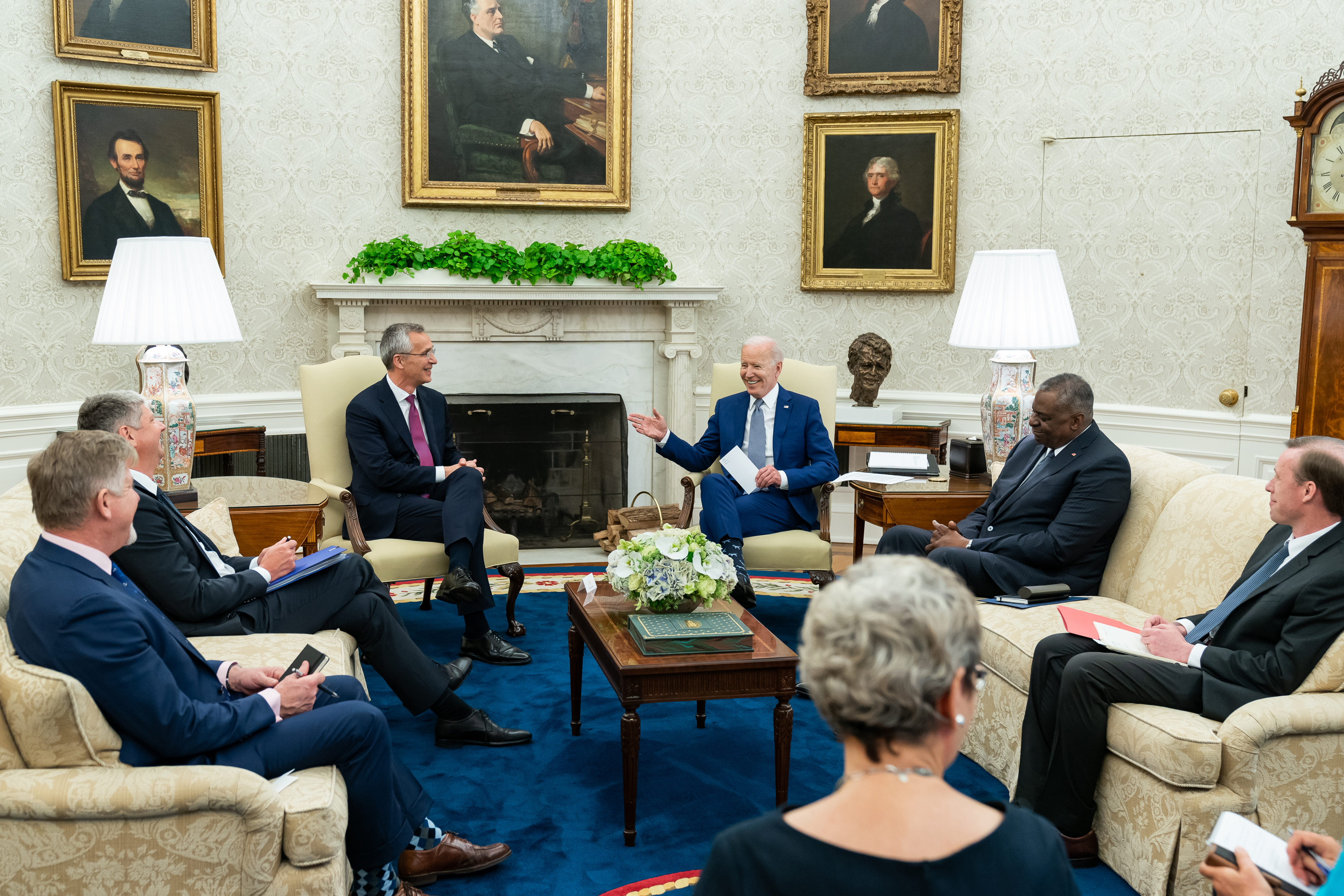
Biden se encontrando com Jens Stoltenberg, o chefe da OTAN, no Salão Oval, em junho de 2021

Biden assumiu a presidência dizendo que uma de suas prioridades era fortalecer as alianças dos Estados Unidos, afirmando para aliados que "a America está de volta", com o país buscando se reassumir como a principal potência do planeta, enquanto ressaltava que a China e a Rússia permaneciam como os maiores rivais da nação.
Forças militares dos Estados Unidos começaram a se retirar do Afeganistão ainda em 2020, quando o Governo Trump assinou um acordo com o Talibã em fevereiro de 2020, estipulando a conclusão da retirada para 1º de maio de 2021. Biden, uma vez na presidência, resolveu estender este prazo para setembro, citando razões de segurança. Nesse meio tempo, o Talibã lançou uma enorme ofensiva e rapidamente começou a ganhar terreno. Em julho, os serviços de inteligência americanos estimaram que, após a evacuação das forças americanas, o governo central em Cabul iria cair em questão de semanas, ou no máximo alguns meses. Nessa altura, boa parte das tropas dos Estados Unidos já tinham se retirado. Numa entrevista coletiva, Biden abordou a retirada, dizendo: "a probabilidade de o Talibã invadir tudo e dominar todo o país é altamente improvável".
Em 15 de agosto, o governo afegão entrou em colapso sob o peso da ofensiva do Talibã, com o presidente Ashraf Ghani fugindo de Cabul. Biden reagiu ordenando que 6 000 dos Estados Unidos voltassem para o Afeganistão e ajudassem a evacuar cidadãos americanos, pessoal de apoio, civis afegãos e pessoas de outros países que precisavam se retirar. A postura do governo Biden foi duramente criticada, tanto por Republicanos quanto por Democratas, com a evacuação de americanos e aliados afegãos sendo descrita como caótica e malfeita e também devido ao silêncio e ausência de falas por parte do presidente durante os dias anteriores ao colapso do governo afegão.

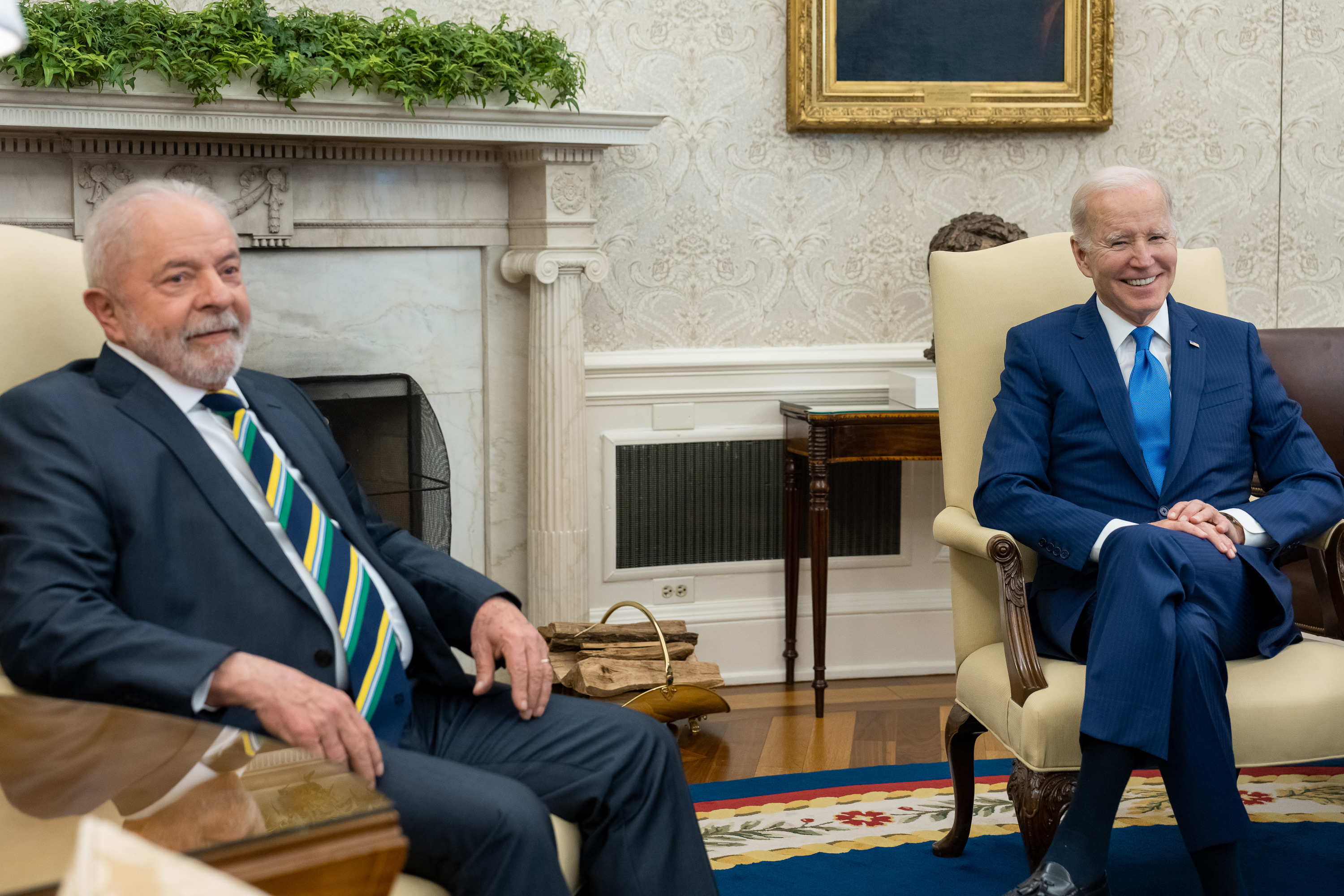
O Presidente Biden recebendo o presidente brasileiro Luiz Inácio Lula da Silva no Salão Oval em 2023.

Em 16 de agosto, Biden reconheceu que a situação no Afeganistão não era boa, assumindo parcialmente responsabilidade pelo desastre, e por fim admitiu que a situação "se desenrolou mais rapidamente do que havíamos previsto". Ele defendeu sua decisão de retirar as tropas, dizendo que os americanos não deveriam estar "morrendo em uma guerra que as forças afegãs não estão dispostas a lutar por si mesmas" e culpou também seu precedessor Donald Trump, o presidente do Afeganistão e a incompetência das forças de segurança afegãs pelo colapso da nação. No final, o último soldado americano deixou o Afeganistão em 30 de agosto, com Biden dizendo que os esforços de evacuação foram um "extraordinário sucesso", salientando a evacuação de mais de 120 000 civis, embora entre 100 e 200 cidadãos americanos permanecessem no país, algo que foi duramente criticado.
Em fevereiro de 2022, depois de avisar por várias semanas que um ataque era iminente, Biden liderou a resposta dos Estados Unidos a invasão russa da Ucrânia, impondo pesadas sanções econômicas contra a Rússia e autorizando pacotes de ajuda bilionários para a Ucrânia se defender. Durante a guerra entre o Hamas e Israel em 2023, Biden reafirmou o apoio dos Estados Unidos aos israelenses, mas também se pronunciou em favor do fornecimento de ajuda humanitária para o povo da Faixa de Gaza.

### Avaliações

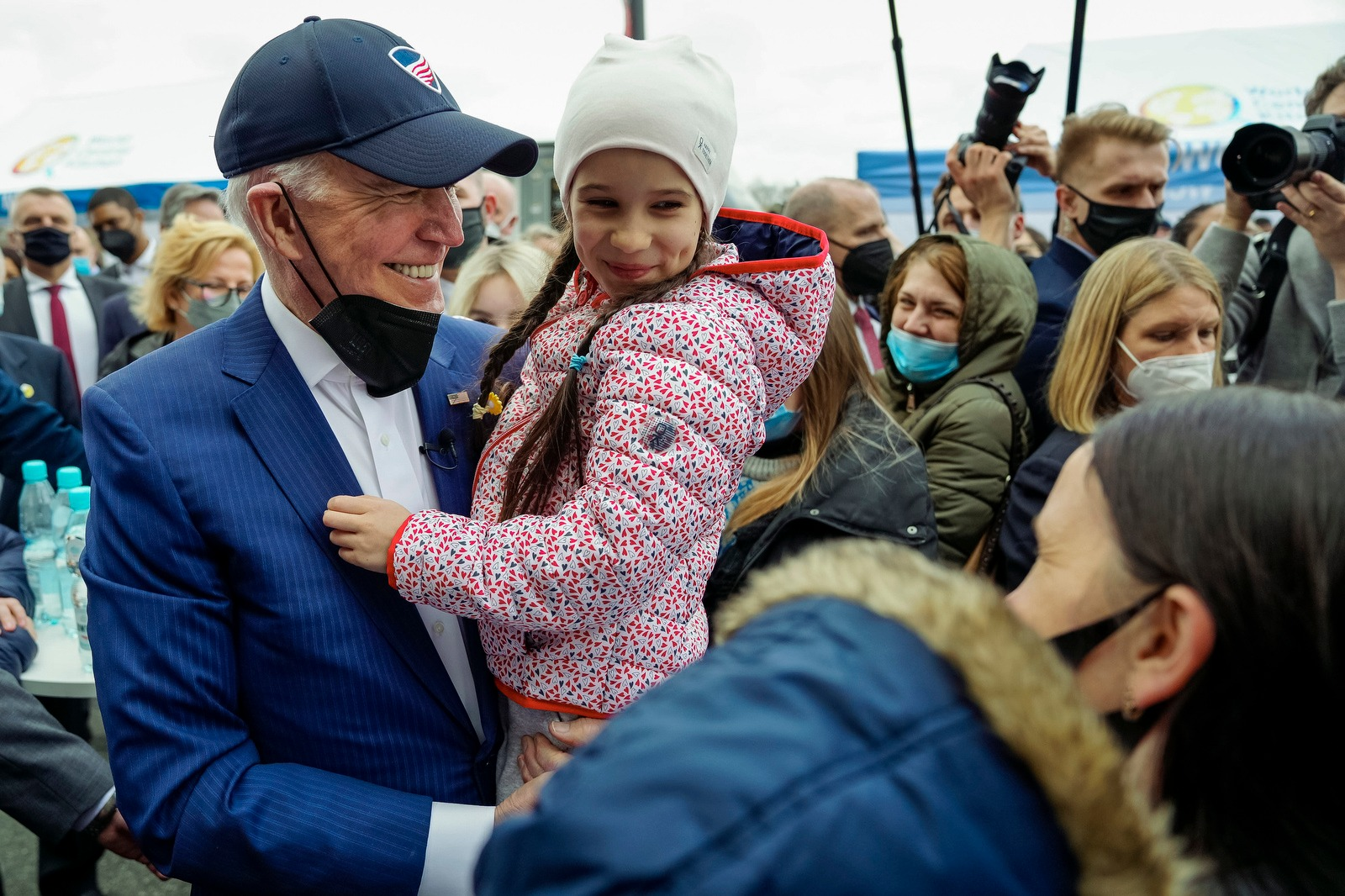
Biden se encontrando com refugiados ucranianos na Polônia em 2022.

Uma pesquisa da American Political Science Association de fevereiro de 2024 com historiadores e acadêmicos classificou Biden como o décimo-quarto maior presidente, divergindo das avaliações públicas (Biden deixou a presidência com índices de popularidade baixo entre o público). Os pesquisadores notaram que a classificação de Biden era excepcionalmente alta para uma presidência com falta de vitórias militares ou expansão institucional, e com escândalos pessoais como o do seu filho Hunter Biden. Os especialistas entrevistados geralmente consideraram a conquista marcante de Biden como sua vitória sobre Trump na eleição de 2020, que foi percebida como uma ajuda para proteger e restaurar normas políticas e institucionais no governo americano.
O jornalista Ronald Brownstein, da The Atlantic, comparou a presidência de Biden à de Jimmy Carter, que faleceu em 29 de dezembro de 2024 e foi homenageado por Biden em 9 de janeiro de 2025. A presidência de Biden foi ofuscada pelo surto inflacionário de 2021–2023, assim como a crise energética dos anos 1970 e a estagflação ofuscaram o mandato de Carter. Ambos eram democratas e cumpriram um único mandato como presidentes, com Carter perdendo a reeleição em 1980 para Ronald Reagan e o partido de Biden sendo derrotado em 2024 por Donald Trump. A retirada de Biden da eleição presidencial de 2024 foi comparada à retirada de Lyndon B. Johnson da disputa em 1968, com os vice-presidentes de ambos, Kamala Harris e Hubert Humphrey, perdendo as eleições presidenciais de 2024 e 1968, respectivamente. Johnson e Biden eram inicialmente populares, mas viram suas taxas de aprovação caírem ao longo de seus mandatos. Além disso, ambos haviam servido anteriormente como vice-presidentes, Johnson sob John F. Kennedy e Biden sob Barack Obama.

## Campanha presidencial de 2024
Em 25 de abril de 2023, Biden confirmou que concorreria à reeleição como presidente na eleição de 2024, tendo Harris novamente como sua companheira de chapa. No dia do anúncio, uma pesquisa de opinião constatou que a aprovação de Biden era de 37%.
Biden conquistou em 13 de março de 2024 o número suficiente de delegados para ser indicado como candidato à Casa Branca pelo Partido Democrata. As principais propostas da campanha são de aumentar a taxa de imposto corporativo a bilionários, eliminar as reduções de impostos implementadas por Donald Trump para famílias que ganham acima de US$ 400 mil por ano, fornecer crédito para compra da primeira casa, estabelecer programa nacional de licença familiar remunerada, e universalizar o acesso à pré-escola.

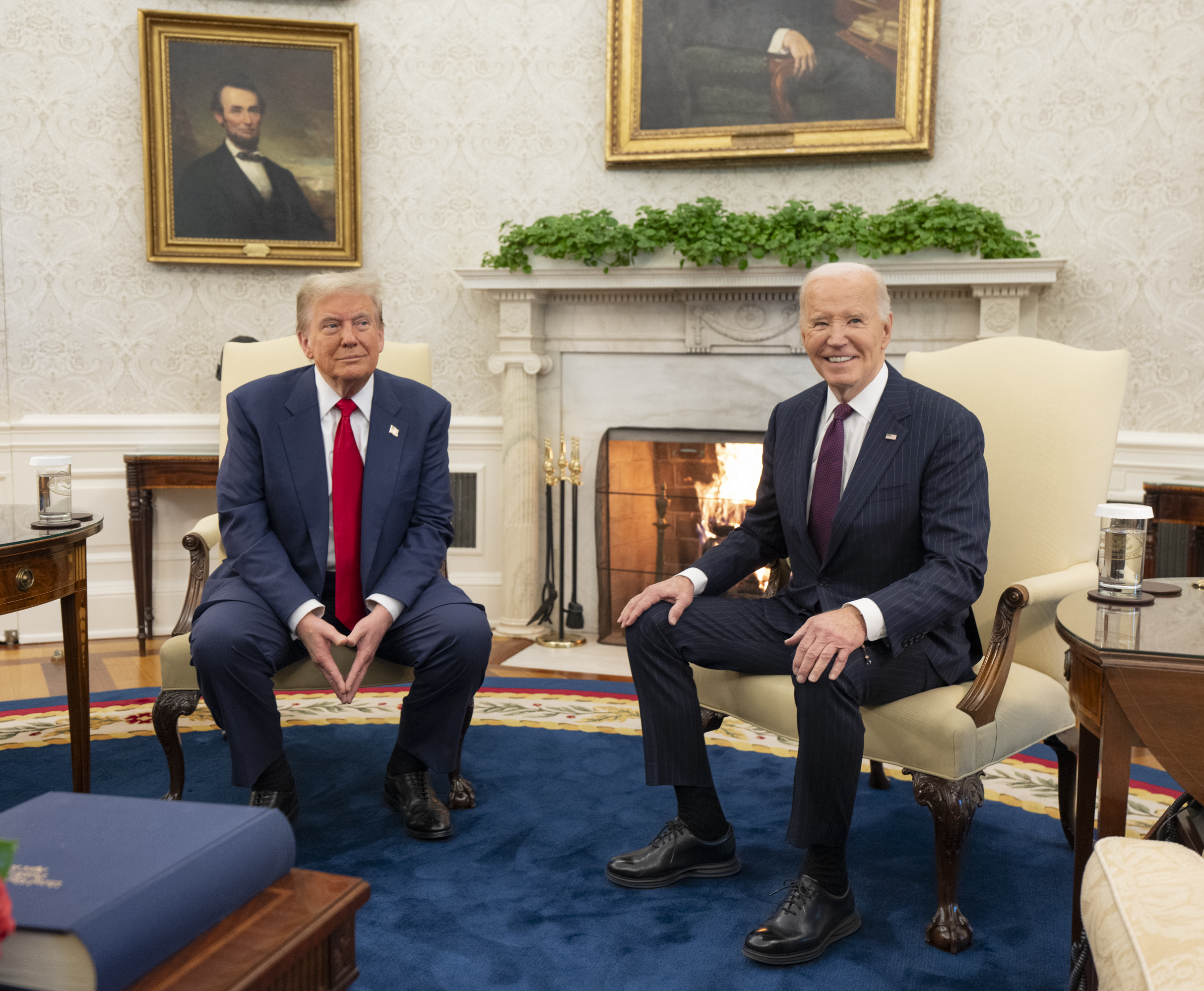
Biden e o então presidente eleito Donald Trump se encontram no Salão Oval como parte da transição presidencial em 13 de novembro de 2024.

No dia 21 de julho de 2024, através de suas redes sociais, o presidente Joe Biden anunciou que estava saindo da disputa da eleição presidencial. Sua desistência veio após uma performance ruim no debate semanas antes, questionamentos a respeito da sua aptidão mental e a perda de apoio dentro do Partido Democrata. Em seguida, ele endossou sua vice-presidente, Kamala Harris, como sucessora na candidatura democrata.

## Pós-presidência (2025–presente)
Biden deixou o cargo em 20 de janeiro de 2025, sendo sucedido pelo 45º e agora 47º presidente dos Estados Unidos, Donald Trump. Biden foi o segundo presidente, com o primeiro sendo Benjamin Harrison, a ter a mesma pessoa como seu antecessor como seu sucessor na presidência. Harrison, no caso, foi precedido e sucedido por Grover Cleveland.
No final da presidência de Biden, a ex-assessora sênior Annie Tomasini foi designada pelo ex-presidente para arrecadar fundos para o Biblioteca Presidencial Joseph R. Biden.
Em maio de 2025, Biden foi diagnosticado com câncer de próstata agressivo com metástase óssea durante um exame físico de rotina. Sua equipe médica afirmou que o câncer é sensível a hormônios e que as opções de tratamento estão sendo avaliadas.

## Posições políticas
Biden foi caracterizado como um democrata moderado. Entre suas posições políticas, apoiou o déficit público como forma de estímulo fiscal no rescaldo da Grande Recessão de 2009, o aumento dos gastos com infraestrutura proposto pelo governo Obama, o transporte em massa (incluindo subsídios para a Amtrak, ônibus e metrô), o casamento entre pessoas do mesmo sexo, e a descriminalização da maconha.
Um método que os cientistas políticos usam para avaliar a ideologia de um político é comparar as classificações anuais dadas pelas organizações Americanos por Ação Democrática (ADA) e a União Conservadora Americana (ACU). Em 2008, Biden tinha uma pontuação geral dada pela ADA no espectro liberal de 72%, enquanto a ACU concedeu-lhe um índice de 13% no espectro conservador. Usando outra métrica, possui uma média liberal de 77,5% segundo o National Journal em 2008. O Almanaque da Política Americana, que classifica os votos dos congressistas como liberais ou conservadores no espectro político em três áreas, indicou que, entre 2005 e 2006, Biden era 80% liberal e 13% conservador na economia, 78% liberal e 18% conservador em assuntos sociais e 71% liberal e 25% conservador na política externa. Tais posições não mudaram muito ao longo do tempo; suas classificações liberais na década de 1980 também estavam na faixa de 70 a 80%.
Vários grupos de defesa de determinados temas deram pontuações ou notas a Biden sobre o quão bem seus votos se alinharam com as posições do grupo. Os grupos que lhe deram melhores notas foram a Associação Nacional para o Progresso de Pessoas de Cor (100% em 2006), a Human Rights Campaign (95% em 2008), a União Americana pelas Liberdades Civis (91% em 2008) e a AFL-CIO (86% de índice geral). Por outro lado, recebeu classificações baixas da Associação Nacional de Rifles (nota F em 2007) e da Coalizão Cristã da América (12% como média geral).

## Distinções

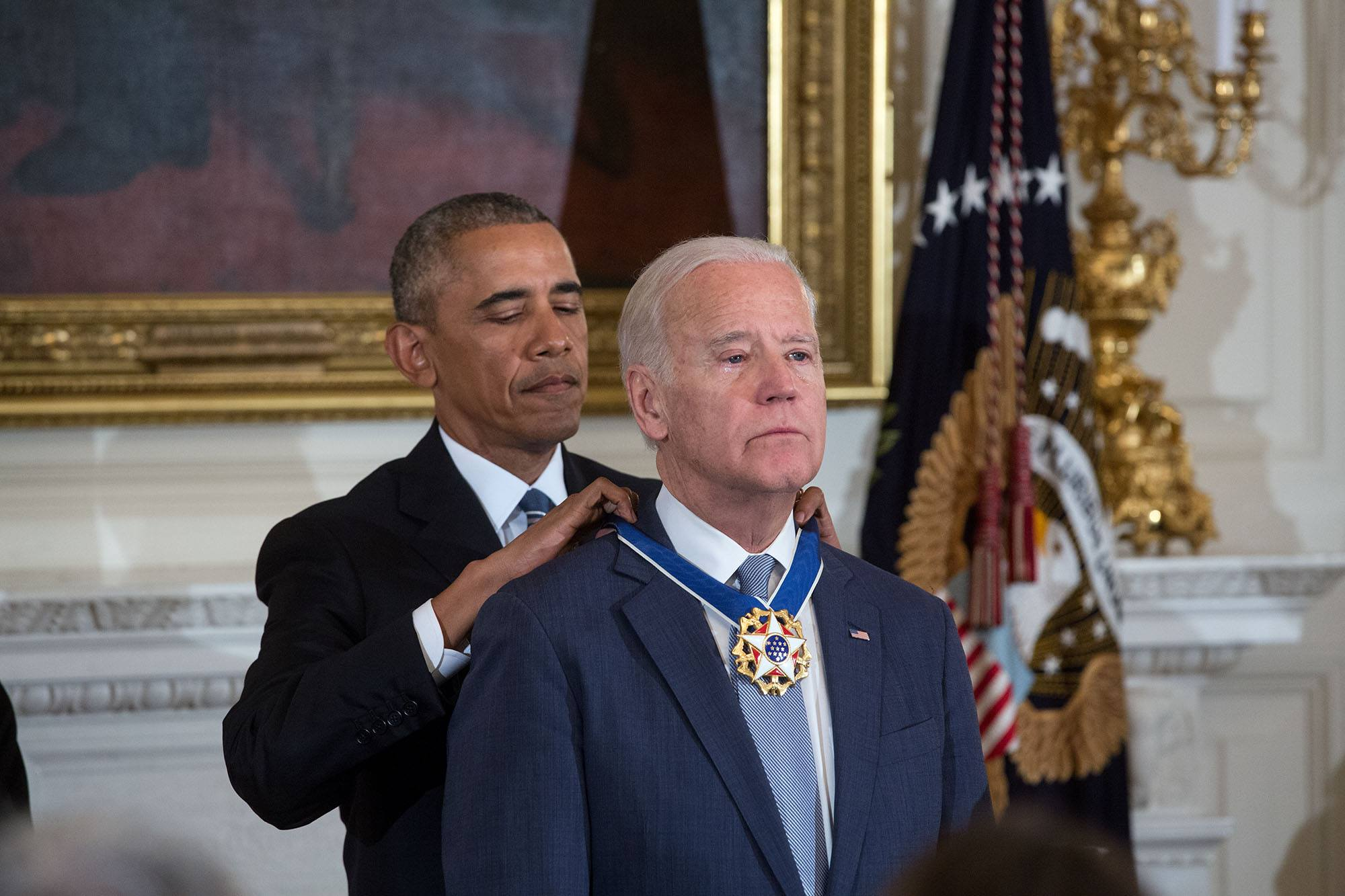
Obama concedendo a Biden a Medalha Presidencial da Liberdade com Distinção, em janeiro de 2017

Biden recebeu títulos de honoris causa das seguintes universidades: Universidade de Scranton (1976), Universidade Saint Joseph (LL.D, 1981), Faculdade de Direito da Universidade Widener (2000), Emerson College (2003), Universidade de Delaware (2004), Faculdade de Direito da Universidade Suffolk (2005), Universidade de Syracuse (LL.D, 2009), Universidade da Pensilvânia (LL.D, 2013), Miami Dade College (2014), Universidade da Carolina do Sul (2014), Trinity College (Dublin) (LL.D, 2016), Colby College (LL.D, 2017) e Universidade Estadual Morgan (2017).
Em 15 de maio de 2016, Biden recebeu (juntamente com John Boehner) a Medalha Laetare pela Universidade de Notre Dame, considerada a maior condecoração para os católicos americanos.
Em 12 de janeiro de 2017, Obama surpreendeu Biden concedendo-lhe a Medalha Presidencial da Liberdade com Distinção durante uma coletiva de imprensa de despedida na Casa Branca, na qual homenageou o vice-presidente e sua esposa. Obama afirmou que estava condecorando Biden por sua "fé em seus compatriotas americanos, por seu amor pelo país e uma vida de serviço que perdurará através das gerações". Foi a única vez que Obama concedeu tal medalha com distinção, algo que seus três antecessores reservaram apenas para Ronald Reagan, Colin Powell e o Papa João Paulo II, respectivamente.
Em dezembro de 2018, a Universidade de Delaware renomeou sua Escola de Políticas Públicas e Administração para homenagear Biden, passando a se chamar Escola de Políticas Públicas e Administração Joseph R. Biden Jr., que também abriga o Instituto Biden.